# Lynx
Vous lisez un « article de qualité » labellisé en 2009.
Pour les articles homonymes, voir Lynx (homonymie).
Genre
Les lynx (genre Lynx) sont des félins de la sous-famille des Félinés. Parmi les félins, les lynx sont aisément reconnaissables à leur face ornée de favoris, à leurs oreilles triangulaires surmontées d'une touffe de poils noirs, et à leur corps doté d'une courte queue et de longues pattes. Parmi les caractéristiques moins visibles, les lynx ne possèdent que 28 dents, au lieu des 30 dents habituelles chez les félins.
Descendants du Lynx d'Issoire, les lynx ont connu plusieurs classifications taxinomiques différentes et les diverses espèces ont tour à tour été sous-espèces puis espèces à part entière. Depuis la fin du XXe siècle, seules quatre espèces sont reconnues : le Lynx du Canada (Lynx canadensis), le Lynx boréal (Lynx lynx), le Lynx pardelle (Lynx pardinus) et le Lynx roux (Lynx rufus). Le Caracal, qui, physiquement, ressemble aux lynx, a longtemps fait partie du genre Lynx et est encore appelé « lynx du désert ».
Prédateurs de l'hémisphère Nord, les lynx ont pour habitat préféré la forêt boréale. Considérés comme très largement répandus, exception faite du Lynx pardelle gravement menacé, ils font partie des rares félins dont on estime les populations stables. Alors qu'ils tenaient une place importante dans la mythologie américaine, les lynx étaient fort méconnus en Europe et y ont souffert d'une réputation de bête féroce.
Le lynx est exclusivement carnivore ; sa proie principale est le Lièvre d'Amérique. Il mange également des souris, des écureuils et des oiseaux tels que le tétras.

## Caractères communs aux lynx

### Morphologie

#### Corps

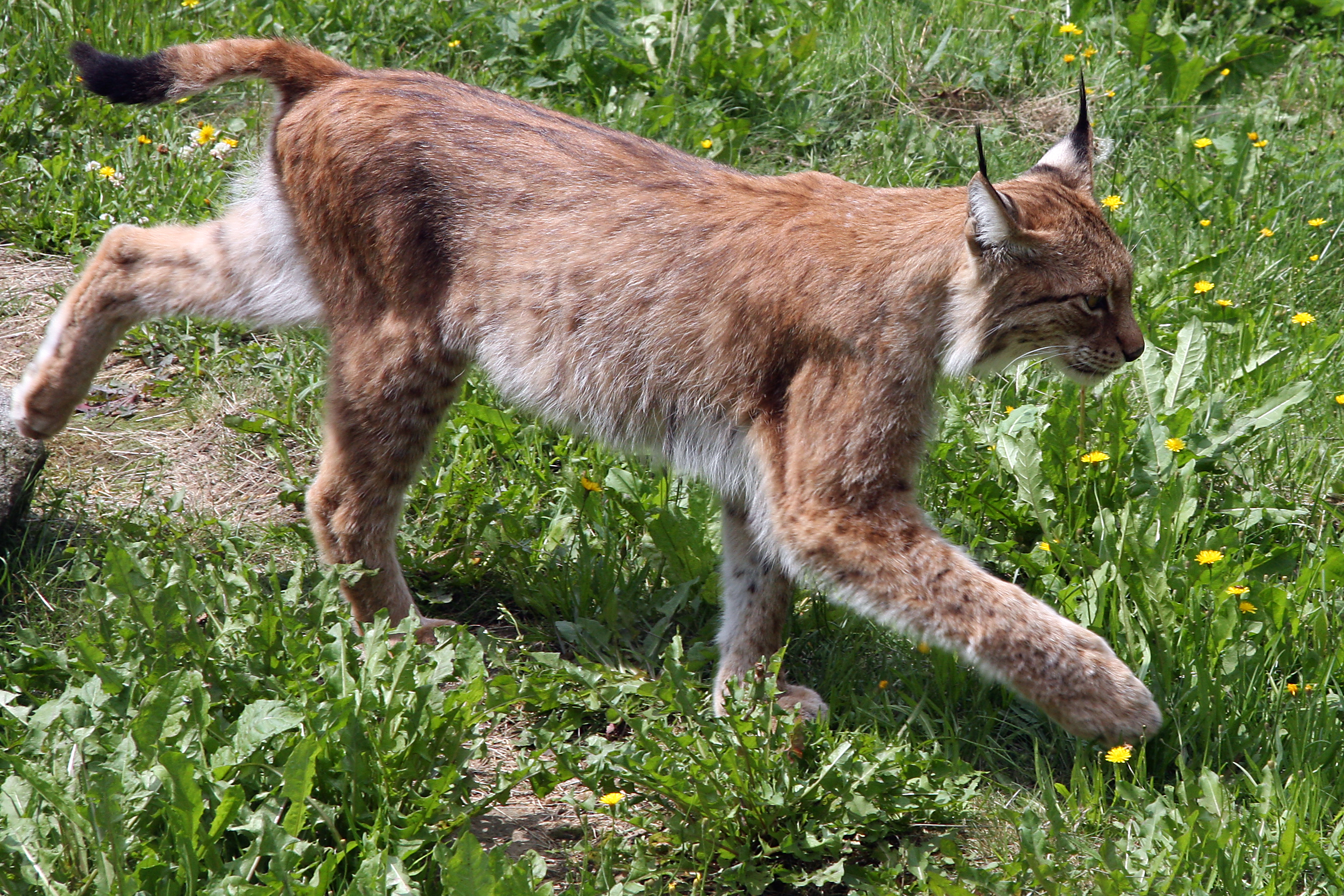
Les lynx ont une silhouette caractéristique avec leur courte queue et leurs longues pattes. Ici, Lynx boréal d'un zoo suédois.

Le physique très reconnaissable des lynx peut difficilement être confondu avec les membres d'un autre genre de félins, hormis peut-être le Caracal. Le corps est caractérisé par une démarche chaloupée du fait de leurs membres postérieurs très développés, ce qui est une particularité du genre, les félins ayant généralement la partie antérieure du corps plus puissante. Les jambes sont longues et les pattes volumineuses comparées au reste du corps ; il s'agit d'une adaptation au déplacement dans la neige : les longues pattes permettent de se dégager plus facilement d'un épais manteau neigeux et les pieds très larges agissent comme des raquettes afin de ne pas s’enfoncer dans la neige,. De plus, la largeur des coussinets étouffe le bruit des pas et assure une démarche totalement silencieuse. Les lynx exercent une pression très faible sur le sol, même en comparaison avec d'autres carnivores : ainsi, le Lynx boréal exerce une pression sur le sol trois fois plus faible que celle du Chat sauvage (Felis silvestris) et on estime ce ratio entre 4,1 et 8,8 pour le Lynx du Canada et le Coyote (Canis latrans). L'empreinte des lynx, aussi longue que large, ressemble à celle du chat domestique. La piste est quasiment rectiligne, surtout lorsqu'ils avancent au pas.
La queue est courte, comme tronquée et se termine en manchon ; elle mesure à peine 20 à 25 cm de long. La taille totale varie selon les espèces, mais reste dans les mêmes proportions : seul le Lynx boréal se différencie par son gabarit pouvant être deux fois plus élevé que celui des autres espèces. Le dimorphisme sexuel est important : les mâles sont en moyenne un quart plus gros que les femelles.
La quantité de taches et la couleur de la robe des lynx varient selon les espèces et la latitude. Quatre types de robes sont reconnus : tacheté, rayé, uni et à rosettes. Chaque individu a une disposition particulière des marques. Parmi les quatre espèces de lynx, le Lynx pardelle a une fourrure très tachetée, tandis que le Lynx du Canada a peu ou pas de taches, notamment parce que sa longue fourrure a tendance à atténuer les marques. Au nord, les robes des lynx sont plutôt de couleur grise tandis qu’au sud elles tendent vers le roux. En règle générale, les joues, le ventre, l'intérieur des pattes, le menton et le tour des yeux sont de couleur crème. Le Lynx du Canada et le Lynx boréal ont une fourrure particulièrement dense, notamment sur le dos où la concentration de poils atteint 9 000 poils/cm2 contre 4 600 sur le ventre ; on compte également douze ou treize poils de bourre pour un poil de jarre.
|                   | Lynx boréal | Lynx du Canada | Lynx pardelle | Lynx roux   |
| Longueur          | 77 à 135 cm | 85 à 114 cm    | 85 à 110 cm   | 76 à 124 cm |
| Hauteur au garrot | 65 à 75 cm  | 60 à 65 cm     | 42 à 47 cm    | 45 à 68 cm  |
| Poids             | 9 à 35 kg   | 8 à 14 kg      | 9 à 13 kg     | 6 à 13 kg   |

#### Tête

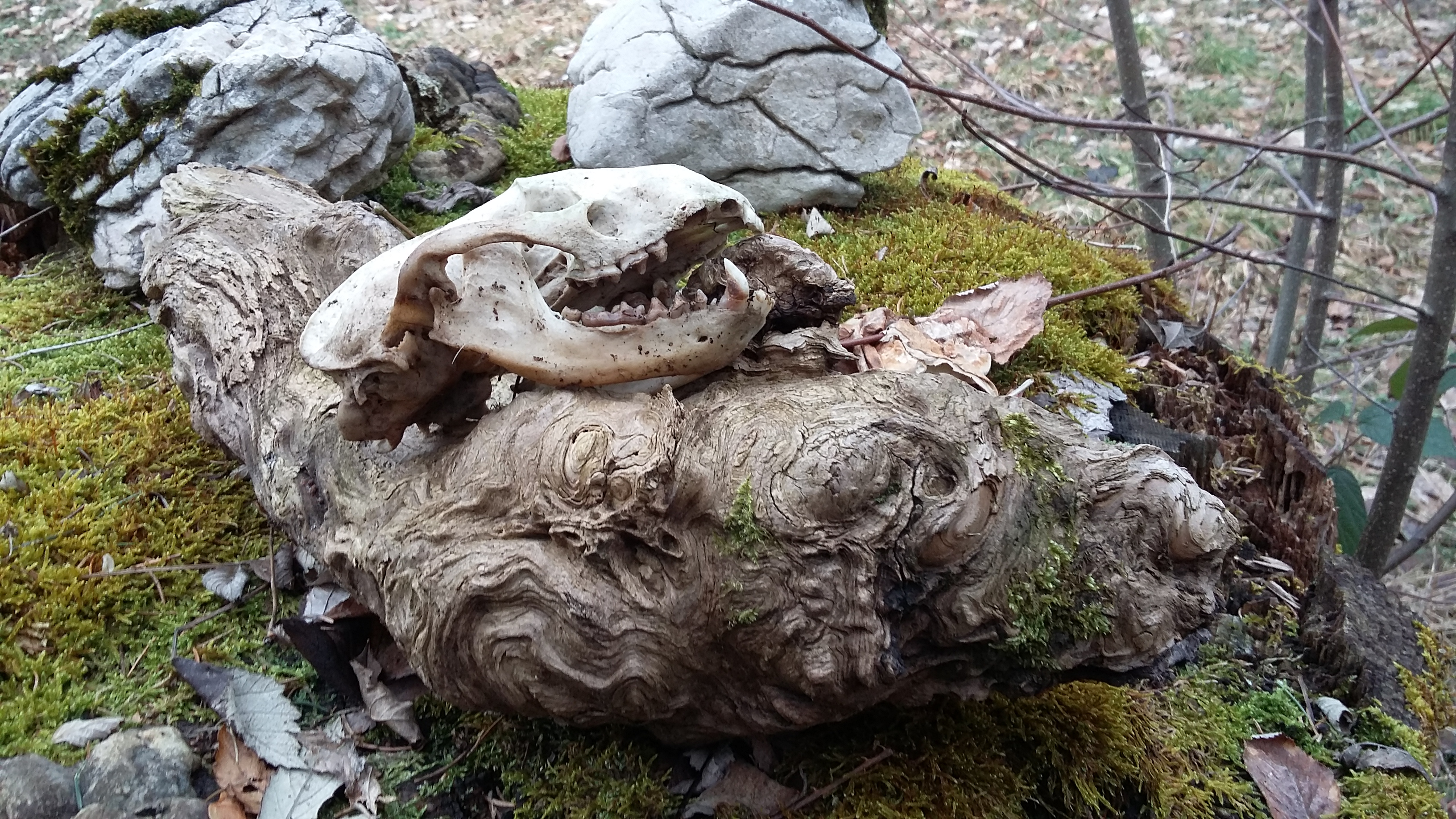
Crâne de lynx découvert dans la forêt de Jougne (Doubs).

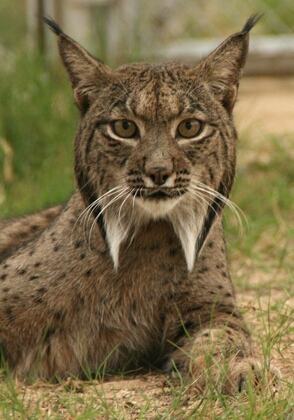
La tête d'un lynx est munie d'oreilles triangulaires surmontées de pinceaux noirs et de favoris autour des joues. Ici, un Lynx pardelle.

La tête des lynx, de forme arrondie et portée par un cou court, est également assez caractéristique. Les oreilles sont triangulaires, longues et ornées d'une touffe de poils noirs appelée « pinceau ». Ces pinceaux auriculaires ne se trouvent que chez les espèces du genre Lynx et également chez le Caracal, le Chat des marais et certaines races de chat domestique. Il se pourrait que cela permette de capter la direction du vent. De longs poils le long des joues, appelés « favoris », forment une collerette qui leur donne un air un peu joufflu. L’utilité de la forme du visage des lynx, notamment des pinceaux auriculaires, a été discutée. Matjuschkin a proposé une analogie avec la face du hibou, très ronde, avec des petites plumes dressées sur la tête : les favoris autour des joues du lynx formeraient un miroir parabolique permettant de mieux capter les sons, tandis que les pinceaux amélioreraient la localisation sonore.
Les lynx ont pour caractéristique de n'avoir que 28 dents au lieu des trente habituelles chez les félins : ils ne possèdent que deux prémolaires sur la mâchoire supérieure, ce qui est une caractéristique du genre Lynx. Le raccourcissement des mâchoires conduit à l’augmentation de la puissance de la morsure. Au sein du genre Lynx, seul le Lynx boréal a la possibilité d'avoir une dent surnuméraire. La dentition lactéale des lynx ne comprend pas de molaires. L'ordre d'apparition des dents est canines, incisives puis prémolaires ; et celui de la dentition finale est incisives, canines, prémolaires puis molaires.
| Formule dentaire    | Formule dentaire | Formule dentaire | Formule dentaire | Formule dentaire | Formule dentaire | Formule dentaire | Formule dentaire |
| ------------------- | ---------------- | ---------------- | ---------------- | ---------------- | ---------------- | ---------------- | ---------------- |
| mâchoire supérieure |                  |                  |                  |                  |                  |                  |                  |
| 1                   | 2                | 1                | 3                | 3                | 1                | 2                | 1                |
| 1                   | 2                | 1                | 3                | 3                | 1                | 2                | 1                |
| mâchoire inférieure |                  |                  |                  |                  |                  |                  |                  |
| Total : 28 dents    |                  |                  |                  |                  |                  |                  |                  |
| Lynx                |                  |                  |                  |                  |                  |                  |                  |

| Formule dentaire            | Formule dentaire | Formule dentaire | Formule dentaire | Formule dentaire | Formule dentaire | Formule dentaire | Formule dentaire |
| --------------------------- | ---------------- | ---------------- | ---------------- | ---------------- | ---------------- | ---------------- | ---------------- |
| mâchoire supérieure         |                  |                  |                  |                  |                  |                  |                  |
| 1                           | 3                | 1                | 3                | 3                | 1                | 3                | 1                |
| 1                           | 2                | 1                | 3                | 3                | 1                | 2                | 1                |
| mâchoire inférieure         |                  |                  |                  |                  |                  |                  |                  |
| Total : 30                  |                  |                  |                  |                  |                  |                  |                  |
| Denture commune aux Felidae |                  |                  |                  |                  |                  |                  |                  |

#### Capacités physiques
Comme tous les félins, les lynx ont une vision très sensible en faible luminosité et très précise pour détecter le mouvement. L’odorat est puissant, mais il ne sert qu’à la communication intraspécifique (marquage du territoire par exemple), et jamais pour la chasse comme pour les canidés. Les vibrisses, souvent appelées « moustaches », se trouvent sur le museau, au-dessus des yeux, sur les joues et au niveau des pattes : comme pour tous les félins, elles sont un organe du toucher très sensible. Les lynx ne réagissent pas à la cataire (herbe à chat) en captivité, mais seraient attirés par son odeur en liberté.
Ils sont capables de nager quand il le faut, et font d’excellents sauteurs et grimpeurs, grâce à leurs membres postérieurs particulièrement adaptés au bond. Des lynx captifs se sont par exemple évadés en sautant par-dessus leur clôture de trois à quatre mètres. Comme tous les félins, les lynx sont de très mauvais coureurs de fond. Cette faible endurance peut être corrélée à la petite taille du cœur : le poids du cœur d'un lynx ne représente que 3,4 à 6,4 % de sa masse totale. Les lynx connaissent trois allures : le pas, qui est l'allure la plus utilisée, le trot et le bond.

### Comportement

#### Solitaire et territorial

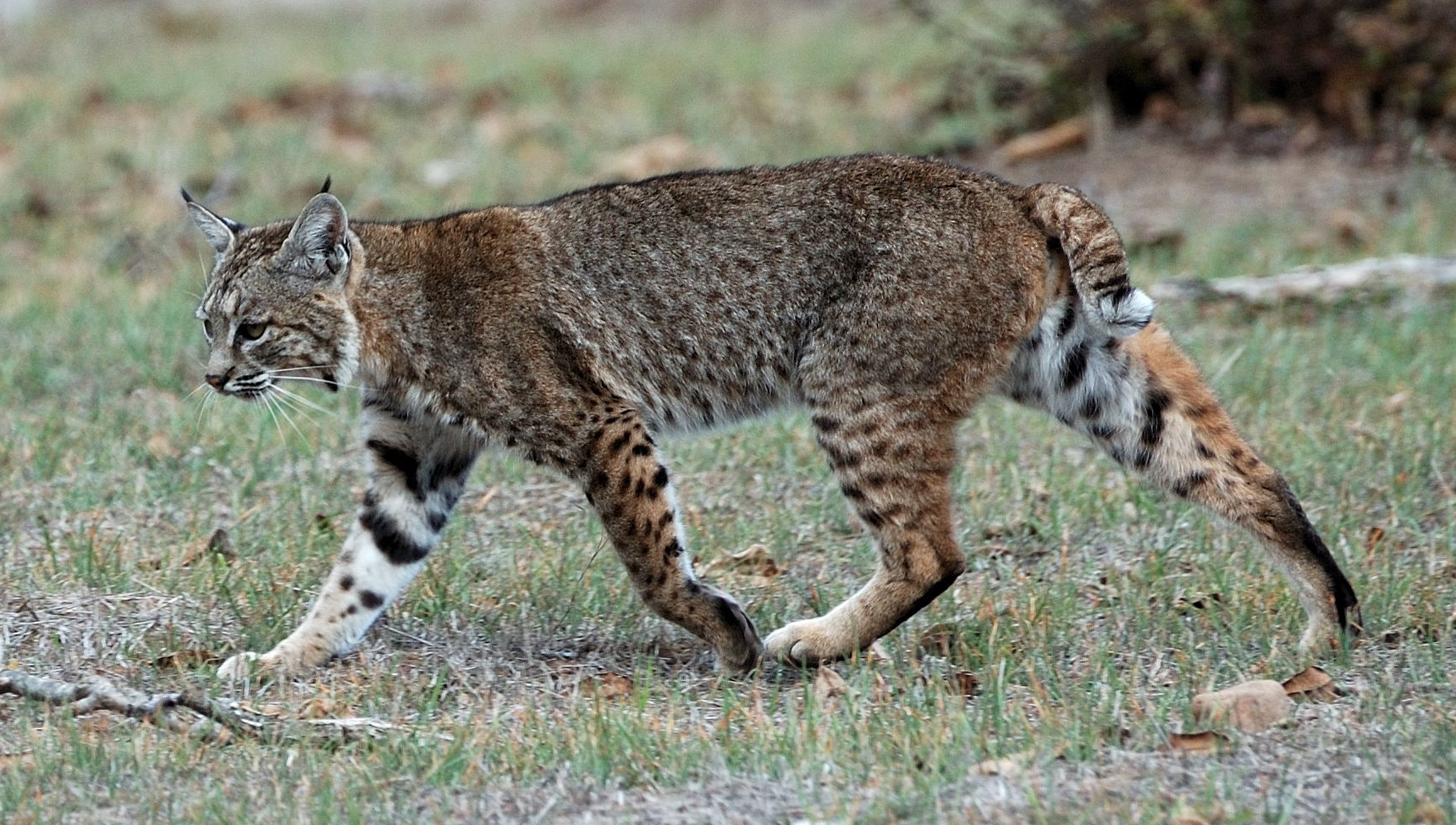
Les lynx parcourent leur territoire à la recherche de proies.
Ici, un Lynx roux.

Comme tous les félins, les lynx sont territoriaux. Le territoire du mâle recouvre celui d'une ou plusieurs femelles. Les territoires, tous sexes confondus, comportent cependant des « zones neutres » où il est possible de circuler sans qu’il y ait affrontement : les limites du territoire sont fréquemment des zones neutres chez les lynx. La taille du territoire dépend de la densité en proies et de l’espèce de Lynx considérée. Le territoire du mâle peut atteindre 300 km2 en Amérique du Nord. Le lynx mâle est intolérant envers les autres mâles traversant son territoire, même si ce sont les femelles qui restent les plus vindicatives entre elles.
Les marquages olfactifs, qui permettent de signaler sa présence sur le territoire, sont le plus souvent effectués sur un support facilement repérable. Il s'agit le plus souvent de jets d'urine et de marques de griffures. Les marquages sont plus fréquents au centre du territoire que sur sa périphérie.
Les lynx sont généralement solitaires, excepté les femelles avec leurs petits. Les seules rencontres entre mâle et femelle se déroulent durant la période de reproduction, pendant laquelle le mâle suit la femelle dans tous ses déplacements.
Extrêmement discrets, les lynx sont rarement visibles. A titre d'exemple, dans le parc national de Bavière, où le Lynx boréal a été réintroduit, 10 000 promeneurs annuels empruntent un sentier à trois cents mètres du lieu de reproduction du lynx ; l’ensemble du parc de 13 000 hectares, contenant six lynx résidents, était visité par 1,3 million de personnes en 1976. Pourtant, seules six à huit observations annuelles ont été rapportées.

#### Chasse
Les lynx sont surtout actifs au crépuscule et au lever du soleil. Ils chassent principalement à l'affût. Comme la plupart des félins, les lynx asphyxient généralement leurs proies par une morsure à la gorge, sans utiliser leurs pattes pour les assommer. Ils peuvent parcourir leur territoire à la recherche de proies sur plusieurs kilomètres. La fréquence de chasse est d’une proie tous les deux à trois jours. Le taux de réussite de la chasse varie énormément selon les individus. Pour le Lynx boréal, on estime que les femelles accompagnées de leurs petits réussissent leur chasse dans 60 à 70 % des cas, les mâles dans 40 à 60 % des cas et les subadultes dans 10 à 20 % des cas. La distance entre l’attaque et la mise à mort est généralement de moins de vingt mètres. Les lynx ne poursuivent leur proie sur plus de deux cents mètres que dans 1 à 5 % des attaques.
Les proies capturées sont différentes selon les espèces. La plupart du temps, les lynx se nourrissent de petites proies comme les lagomorphes ou les oiseaux. Le Lynx boréal est le seul à s’attaquer de préférence aux petits ongulés comme le chevreuil ou le chamois, bien qu'il arrive que le Lynx roux s’attaque aux Cerfs de Virginie et que le Lynx du Canada chasse le Caribou. Le lynx n’est pas un charognard et refuse toute nourriture en état de décomposition trop avancé. Les lynx peuvent s'attaquer au bétail : la pression de prédation sur les animaux domestiques est très variable selon les régions. Des cas de lynx spécialisés dans la chasse au mouton ont été rapportés. Lors de réintroductions de lynx, on constate une augmentation brusque des attaques sur le bétail suivie d'une période de stabilisation. En Europe, l'action des lynx sur le bétail est considérée comme mineure comparée à celles du loup et de l'ours. Les lynx n'attaquent pas l'être humain, pas même lorsque celui-ci s'approche de leur progéniture.
Les lynx mangent en position accroupie en commençant par les parties charnues de leur proie, comme les cuisses ou les épaules, et n'attaquent jamais l'estomac ni les intestins. La peau et les poils sont repoussés peu à peu durant le repas et la peau retroussée finit souvent par « empaqueter » les parties du corps non mangées. Les oiseaux sont plumés. Les lynx peuvent également tirer leur proie sous le couvert des arbres afin de manger au calme.
Les attaques du lynx sur les troupeaux de cervidés favoriseraient la dispersion des hardes, permettant ainsi une meilleure répartition de l'espèce sur l'ensemble du territoire. Cela pourrait avoir un impact sur les jeunes pousses mangées par les chevreuils et garantir un meilleur équilibre des écosystèmes.

#### Cycle de vie

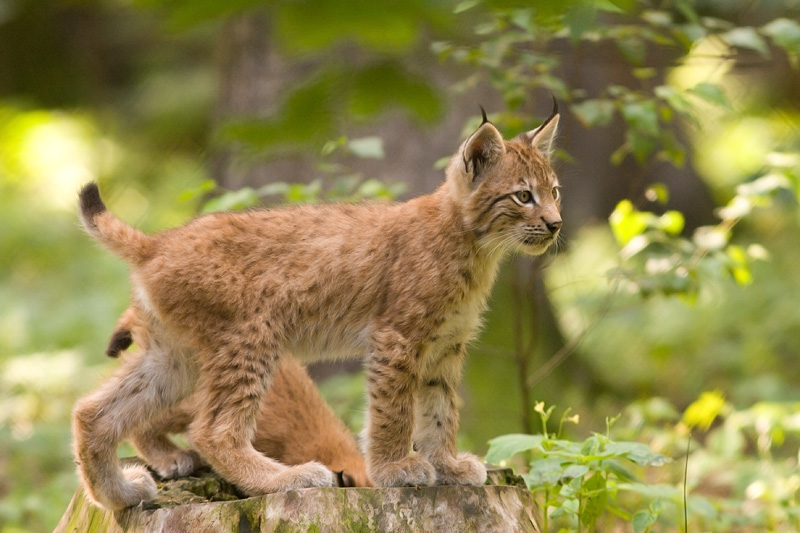
Malgré la protection apportée par la mère, la mortalité des jeunes est importante.

Le cycle de reproduction des lynx est soumis à de grandes variations. Ainsi, le cycle du Lynx du Canada est en étroite connexion avec celui du Lièvre à raquettes (Lepus americanus) et sa population fluctue environ tous les dix ans. De même, les observations menées sur le Lynx boréal montrent que selon les années, seuls 43 à 64 % des femelles donnent naissance à des jeunes.
La saison des amours se situe majoritairement à la fin de l'hiver. Après une parade amoureuse de plusieurs jours, le mâle retourne à ses occupations tandis que la femelle part en quête d'un gîte pour mettre bas après une gestation d'environ deux mois. Elle élève seule ses petits et leur apprend à chasser. Ils quitteront leur mère quelques semaines avant la naissance de la génération future. Ces subadultes chercheront un nouveau territoire : la dispersion est assez faible puisque les jeunes s'installent sur des territoires proches de ceux déjà occupés.
|                     | Lynx boréal                  | Lynx du Canada               | Lynx pardelle           | Lynx roux                   |
| Gestation           | 63 à 68 jours                | 63 à 70 jours                | 63 à 68 jours           | 50 à 70 jours               |
| Taille de la portée | 1 à 4 jeunes                 | 1 à 8 jeunes                 | 1 à 5 jeunes            | 1 à 8 jeunes                |
| Âge d'émancipation  | 10 mois                      | 10 mois                      | 7 à 10 mois             | 12 mois                     |
| Maturité sexuelle   | ♂ : 30 mois ♀ : 20 à 24 mois | ♂ : 24 mois ♀ : 22 à 23 mois | ♂ : 33 mois ♀ : 21 mois | ♂ : 18 mois ♀ : 9 à 12 mois |

Les lynx sont très peu vecteurs de la rage. Sur mille lynx de Slovaquie capturés ou tués sur dix ans, seuls 0,6 % étaient infectés par le virus rabique. De plus, les lynx ne développent pas la forme agressive de la maladie et ont tendance à faire diminuer les populations de renards (très sensibles à la rage) par pression de prédation. Les décès par maladie ne représentent qu'un quart des décès totaux. Les trois quarts des décès des adultes sont dus à l'activité humaine, soit par une pression de chasse et/ou de braconnage, soit par le trafic routier. Pour les jeunes, c'est avant tout la famine et les maladies parasitaires qui déciment les populations (80 % des jeunes n'atteignent pas l'âge de procréer chez le Lynx boréal). Les lynx ont assez peu de prédateurs naturels en dehors de l'Homme. Selon les espèces, ours, loups, pumas et gloutons peuvent attaquer et tuer un lynx. La longévité est d'une quinzaine d'années dans la nature et d'environ trente ans en captivité,,,.

## Taxonomie et évolution

### Histoire de la taxonomie du genreLynx
La classification des lynx a fait l'objet d'un débat : les lynx devaient-ils être classés dans leur propre genre Lynx ou être un sous-genre de Felis ? En effet, jusque dans les années 1980, presque tous les félins étaient inclus dans le genre Felis, excepté les grands félins du genre Panthera et le guépard du genre Acinonyx : c’est la classification de Simpson. La taxonomie actuelle admet à présent que les lynx appartiennent à leur propre genre, mais les synonymes Felis lynx, Felis rufus ou encore Felis pardinus subsistent dans la littérature.
Le nombre d'espèces de lynx a beaucoup varié, du fait de la grande fluctuation morphologique, tant au niveau de la taille que de la couleur, des différents individus : jusqu’à sept espèces de lynx ont été proposées par Pocock et Balestri. Dans les années 1980, on comptait uniquement deux espèces : le Lynx boréal et le Lynx roux. Un autre modèle à deux espèces a existé qui admettait uniquement le Lynx boréal et le Lynx pardelle. Au sein de l’ensemble des différents modèles à deux espèces, la seule variation était l’aire de distribution du Lynx boréal qui tour à tour englobait celle du Lynx du Canada ou du Lynx pardelle : les espèces actuelles, surtout le Lynx du Canada et le Lynx pardelle devenaient alors des sous-espèces du Lynx boréal Lynx lynx canadensis ou Felis lynx canadensis et Lynx (Felis) lynx pardinus.
Le Caracal, du fait de similitude morphologique (tête, denture, queue) a longtemps été classé dans le genre Lynx. L’absence totale de taches, puis, plus tard, les analyses génétiques, l’ont écarté du genre Lynx vers son propre genre Caracal. Le Manul (Otocolobus manul) a lui aussi temporairement fait partie du genre Lynx.

### Phylogenèse

#### Analyse génétique
La phylogénie s'est longtemps basée sur l'étude des fossiles d'un animal afin de préciser l'apparition et l'évolution d'une espèce. La phylogénie moderne s'appuie essentiellement sur les analyses génétiques en raison du nombre peu important de fossiles de félins. Le premier félin daterait d'il y a 11 millions d'années. L’ancêtre commun des lignées Leopardus, Lynx, Puma, Prionailurus et Felis aurait traversé la Béringie et colonisé l’Amérique du Nord il y a environ 8 à 8,5 millions d’années. Il y a 7,2 millions d’années, la lignée des lynx diverge de celle des pumas. Le dernier ancêtre commun à tous les lynx date d’il y a 3,2 millions d’années au Pliocène.

#### Le Lynx d'Issoire

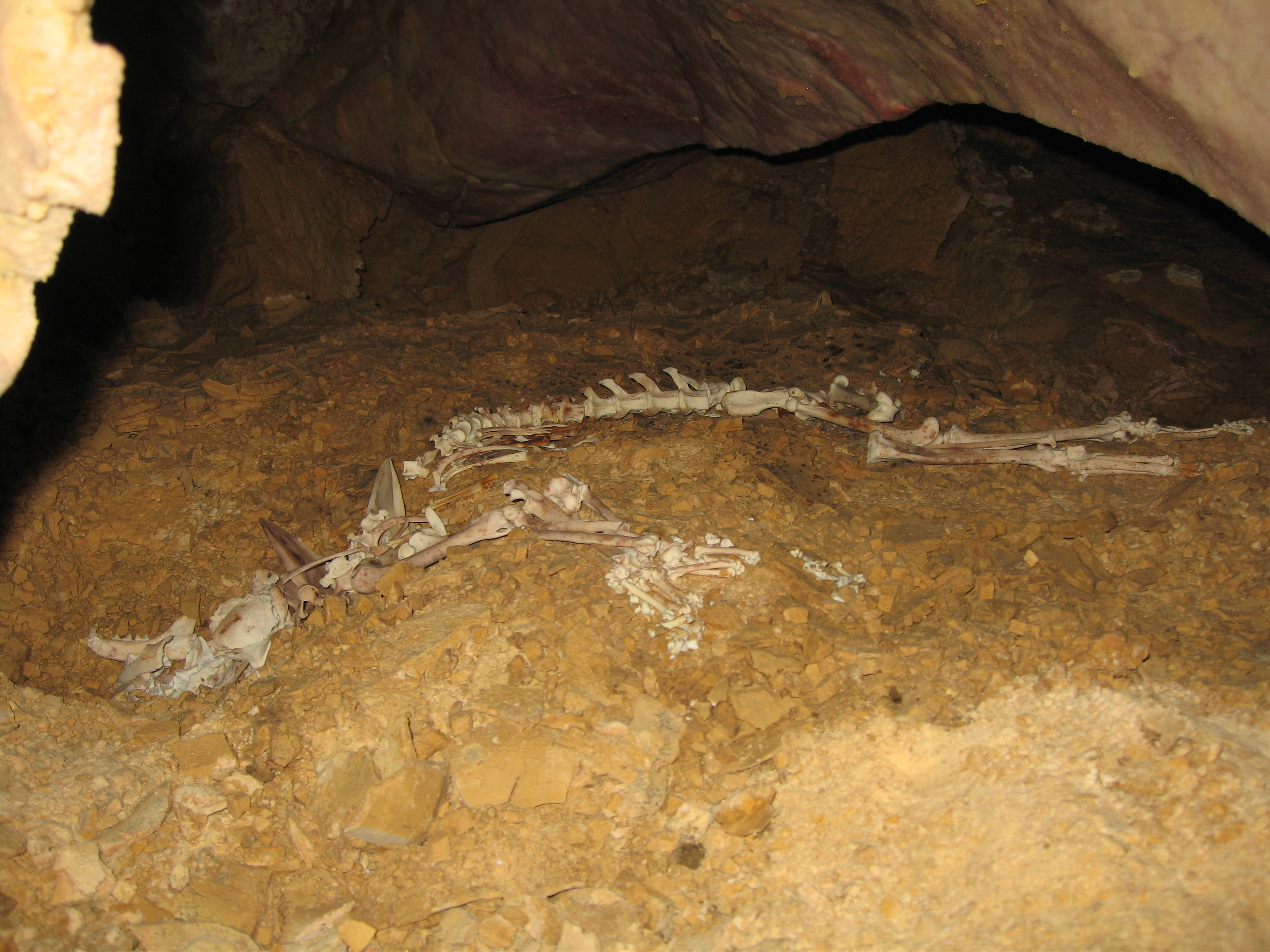
Ossements de lynx dans une grotte en Espagne.

Bien que les fossiles soient rares chez les félins, les lynx font exception. Le Lynx d'Issoire (Lynx issodoriensis) est généralement considéré comme l'ancêtre commun du genre Lynx. Possédant une aire de répartition très large, Lynx issiodorensis présentait une morphologie proche des félinés tout en ayant les caractéristiques des lynx,: une queue courte et la denture à 28 dents. Plusieurs hypothèses d'« apparitions » des lynx modernes au travers de la forme intermédiaire du Lynx d'Issoire ont été proposées. Une première hypothèse suggère une divergence en trois lignées distinctes : L. pardinus, L. lynx, et L. rufus ; dans cette première hypothèse, L. canadensis descend de L. lynx.
Le Lynx d’Issoire aurait migré en Amérique du Nord par le détroit de Béring durant la glaciation du Pléistocène il y a cinq à deux millions d’années : des preuves de sa présence il y a 2,5 à 2,4 millions d’années ont été découvertes au Texas. Le Lynx d’Issoire aurait ensuite évolué en une forme intermédiaire Lynx issiodorensis kurteni puis vers l'actuel Lynx roux (Lynx rufus).
Les premières formes de Lynx pardinus pourraient dater de fossiles attribués à Lynx issiodorensis du Pléistocène moyen selon Argant (1996). Le Lynx des cavernes Lynx pardinus speleus ou Lynx spelaea, dont des traces ont été retrouvées dans les grottes de l’Observatoire à Monaco et de Grimaldi en Italie, possède des caractéristiques intermédiaires entre Lynx lynx et Lynx pardinus. Il est possible que le Lynx d’Issoire ait évolué vers le Lynx des cavernes qui par la suite a évolué vers le Lynx pardelle. Des études menées tant sur la morphologie que sur le squelette du Lynx pardelle ont mis en évidence la sympatrie entre le Lynx pardelle et le Lynx boréal au sud-ouest de l’Europe durant le Pléistocène. Les deux espèces sont à présent considérées comme allopatriques.
Le Lynx d'Eurasie Lynx lynx est plus éloigné de Lynx issiodorensis que le Lynx pardelle. La dentition de cette espèce est différente de celle des autres lynx et il est également plus grand que les autres espèces de lynx ; une hypothèse proposée est que le Lynx boréal, originaire d'Asie, aurait repoussé le Lynx pardelle sur la péninsule espagnole. Le Lynx du Canada et le Lynx boréal sont en fait issus du même ancêtre commun asiatique. Bien après la première colonisation ayant abouti au Lynx roux, une forme de Lynx d'Issoire a effectué une nouvelle colonisation des Amériques depuis l’Asie qui serait à l’origine du Lynx du Canada moderne (Lynx canadensis),.

### Systématique

#### Classification classique
La classification classique range le genre Lynx dans la sous-famille des Felinae, qui contient historiquement tous les félins qui ne rugissent pas.
```
─o 
Carnivora

 └─o 
Feliformia

   └─o 
Felidae

     ├─o 
Pantherinae

     └─o 
Felinae

       ├─o Nombreux genres tels que 
Prionailurus
, 
Felis
, 
Caracal
, …
       └─o 
Lynx

         ├─o 
Lynx canadensis

         ├─o 
Lynx lynx

         ├─o 
Lynx pardinus

         └─o 
Lynx rufus
```

#### Classification phylogénétique
La classification phylogénétique divise les félins en huit lignées distinctes ; les lynx constituent la cinquième lignée. Les quatre espèces auraient évolué dans cet ordre : Lynx roux, Lynx du Canada, Lynx boréal et Lynx pardelle.
|  | Puma, Acinonyx                                                     |
|  |                                                                    |
|  | \| \| Prionailurus, Otocolobus \| \| \| \| \| \| Felis \| \| \| \| |
|  |                                                                    |
|  | Prionailurus, Otocolobus                                           |
|  |                                                                    |
|  | Felis                                                              |
|  |                                                                    |

|  | Prionailurus, Otocolobus |
|  |                          |
|  | Felis                    |
|  |                          |

|  | Puma, Acinonyx                                                     |
|  |                                                                    |
|  | \| \| Prionailurus, Otocolobus \| \| \| \| \| \| Felis \| \| \| \| |
|  |                                                                    |
|  | Prionailurus, Otocolobus                                           |
|  |                                                                    |
|  | Felis                                                              |
|  |                                                                    |

|  | Prionailurus, Otocolobus |
|  |                          |
|  | Felis                    |
|  |                          |

|  | Puma, Acinonyx                                                     |
|  |                                                                    |
|  | \| \| Prionailurus, Otocolobus \| \| \| \| \| \| Felis \| \| \| \| |
|  |                                                                    |
|  | Prionailurus, Otocolobus                                           |
|  |                                                                    |
|  | Felis                                                              |
|  |                                                                    |

|  | Prionailurus, Otocolobus |
|  |                          |
|  | Felis                    |
|  |                          |

|  | Puma, Acinonyx                                                     |
|  |                                                                    |
|  | \| \| Prionailurus, Otocolobus \| \| \| \| \| \| Felis \| \| \| \| |
|  |                                                                    |
|  | Prionailurus, Otocolobus                                           |
|  |                                                                    |
|  | Felis                                                              |
|  |                                                                    |

|  | Prionailurus, Otocolobus |
|  |                          |
|  | Felis                    |
|  |                          |

|  | Puma, Acinonyx                                                     |
|  |                                                                    |
|  | \| \| Prionailurus, Otocolobus \| \| \| \| \| \| Felis \| \| \| \| |
|  |                                                                    |
|  | Prionailurus, Otocolobus                                           |
|  |                                                                    |
|  | Felis                                                              |
|  |                                                                    |

|  | Prionailurus, Otocolobus |
|  |                          |
|  | Felis                    |
|  |                          |

|  | Puma, Acinonyx                                                     |
|  |                                                                    |
|  | \| \| Prionailurus, Otocolobus \| \| \| \| \| \| Felis \| \| \| \| |
|  |                                                                    |
|  | Prionailurus, Otocolobus                                           |
|  |                                                                    |
|  | Felis                                                              |
|  |                                                                    |

|  | Prionailurus, Otocolobus |
|  |                          |
|  | Felis                    |
|  |                          |

|  | Puma, Acinonyx                                                     |
|  |                                                                    |
|  | \| \| Prionailurus, Otocolobus \| \| \| \| \| \| Felis \| \| \| \| |
|  |                                                                    |
|  | Prionailurus, Otocolobus                                           |
|  |                                                                    |
|  | Felis                                                              |
|  |                                                                    |

|  | Prionailurus, Otocolobus |
|  |                          |
|  | Felis                    |
|  |                          |

|  | Puma, Acinonyx                                                     |
|  |                                                                    |
|  | \| \| Prionailurus, Otocolobus \| \| \| \| \| \| Felis \| \| \| \| |
|  |                                                                    |
|  | Prionailurus, Otocolobus                                           |
|  |                                                                    |
|  | Felis                                                              |
|  |                                                                    |

|  | Prionailurus, Otocolobus |
|  |                          |
|  | Felis                    |
|  |                          |

|  | Puma, Acinonyx                                                     |
|  |                                                                    |
|  | \| \| Prionailurus, Otocolobus \| \| \| \| \| \| Felis \| \| \| \| |
|  |                                                                    |
|  | Prionailurus, Otocolobus                                           |
|  |                                                                    |
|  | Felis                                                              |
|  |                                                                    |

|  | Prionailurus, Otocolobus |
|  |                          |
|  | Felis                    |
|  |                          |

|  | Puma, Acinonyx                                                     |
|  |                                                                    |
|  | \| \| Prionailurus, Otocolobus \| \| \| \| \| \| Felis \| \| \| \| |
|  |                                                                    |
|  | Prionailurus, Otocolobus                                           |
|  |                                                                    |
|  | Felis                                                              |
|  |                                                                    |

|  | Prionailurus, Otocolobus |
|  |                          |
|  | Felis                    |
|  |                          |

|  | Puma, Acinonyx                                                     |
|  |                                                                    |
|  | \| \| Prionailurus, Otocolobus \| \| \| \| \| \| Felis \| \| \| \| |
|  |                                                                    |
|  | Prionailurus, Otocolobus                                           |
|  |                                                                    |
|  | Felis                                                              |
|  |                                                                    |

|  | Prionailurus, Otocolobus |
|  |                          |
|  | Felis                    |
|  |                          |

|  | Puma, Acinonyx                                                     |
|  |                                                                    |
|  | \| \| Prionailurus, Otocolobus \| \| \| \| \| \| Felis \| \| \| \| |
|  |                                                                    |
|  | Prionailurus, Otocolobus                                           |
|  |                                                                    |
|  | Felis                                                              |
|  |                                                                    |

|  | Prionailurus, Otocolobus |
|  |                          |
|  | Felis                    |
|  |                          |

|  | Puma, Acinonyx                                                     |
|  |                                                                    |
|  | \| \| Prionailurus, Otocolobus \| \| \| \| \| \| Felis \| \| \| \| |
|  |                                                                    |
|  | Prionailurus, Otocolobus                                           |
|  |                                                                    |
|  | Felis                                                              |
|  |                                                                    |

|  | Prionailurus, Otocolobus |
|  |                          |
|  | Felis                    |
|  |                          |

|  | Puma, Acinonyx                                                     |
|  |                                                                    |
|  | \| \| Prionailurus, Otocolobus \| \| \| \| \| \| Felis \| \| \| \| |
|  |                                                                    |
|  | Prionailurus, Otocolobus                                           |
|  |                                                                    |
|  | Felis                                                              |
|  |                                                                    |

|  | Prionailurus, Otocolobus |
|  |                          |
|  | Felis                    |
|  |                          |

|  | Puma, Acinonyx                                                     |
|  |                                                                    |
|  | \| \| Prionailurus, Otocolobus \| \| \| \| \| \| Felis \| \| \| \| |
|  |                                                                    |
|  | Prionailurus, Otocolobus                                           |
|  |                                                                    |
|  | Felis                                                              |
|  |                                                                    |

|  | Prionailurus, Otocolobus |
|  |                          |
|  | Felis                    |
|  |                          |

|  | Puma, Acinonyx                                                     |
|  |                                                                    |
|  | \| \| Prionailurus, Otocolobus \| \| \| \| \| \| Felis \| \| \| \| |
|  |                                                                    |
|  | Prionailurus, Otocolobus                                           |
|  |                                                                    |
|  | Felis                                                              |
|  |                                                                    |

|  | Prionailurus, Otocolobus |
|  |                          |
|  | Felis                    |
|  |                          |

|  | Puma, Acinonyx                                                     |
|  |                                                                    |
|  | \| \| Prionailurus, Otocolobus \| \| \| \| \| \| Felis \| \| \| \| |
|  |                                                                    |
|  | Prionailurus, Otocolobus                                           |
|  |                                                                    |
|  | Felis                                                              |
|  |                                                                    |

|  | Prionailurus, Otocolobus |
|  |                          |
|  | Felis                    |
|  |                          |

|  | Puma, Acinonyx                                                     |
|  |                                                                    |
|  | \| \| Prionailurus, Otocolobus \| \| \| \| \| \| Felis \| \| \| \| |
|  |                                                                    |
|  | Prionailurus, Otocolobus                                           |
|  |                                                                    |
|  | Felis                                                              |
|  |                                                                    |

|  | Prionailurus, Otocolobus |
|  |                          |
|  | Felis                    |
|  |                          |

|  | Puma, Acinonyx                                                     |
|  |                                                                    |
|  | \| \| Prionailurus, Otocolobus \| \| \| \| \| \| Felis \| \| \| \| |
|  |                                                                    |
|  | Prionailurus, Otocolobus                                           |
|  |                                                                    |
|  | Felis                                                              |
|  |                                                                    |

|  | Prionailurus, Otocolobus |
|  |                          |
|  | Felis                    |
|  |                          |

|  | Puma, Acinonyx                                                     |
|  |                                                                    |
|  | \| \| Prionailurus, Otocolobus \| \| \| \| \| \| Felis \| \| \| \| |
|  |                                                                    |
|  | Prionailurus, Otocolobus                                           |
|  |                                                                    |
|  | Felis                                                              |
|  |                                                                    |

|  | Prionailurus, Otocolobus |
|  |                          |
|  | Felis                    |
|  |                          |

|  | Puma, Acinonyx                                                     |
|  |                                                                    |
|  | \| \| Prionailurus, Otocolobus \| \| \| \| \| \| Felis \| \| \| \| |
|  |                                                                    |
|  | Prionailurus, Otocolobus                                           |
|  |                                                                    |
|  | Felis                                                              |
|  |                                                                    |

|  | Prionailurus, Otocolobus |
|  |                          |
|  | Felis                    |
|  |                          |

|  | Puma, Acinonyx                                                     |
|  |                                                                    |
|  | \| \| Prionailurus, Otocolobus \| \| \| \| \| \| Felis \| \| \| \| |
|  |                                                                    |
|  | Prionailurus, Otocolobus                                           |
|  |                                                                    |
|  | Felis                                                              |
|  |                                                                    |

|  | Prionailurus, Otocolobus |
|  |                          |
|  | Felis                    |
|  |                          |

|  | Puma, Acinonyx                                                     |
|  |                                                                    |
|  | \| \| Prionailurus, Otocolobus \| \| \| \| \| \| Felis \| \| \| \| |
|  |                                                                    |
|  | Prionailurus, Otocolobus                                           |
|  |                                                                    |
|  | Felis                                                              |
|  |                                                                    |

|  | Prionailurus, Otocolobus |
|  |                          |
|  | Felis                    |
|  |                          |

|  | Puma, Acinonyx                                                     |
|  |                                                                    |
|  | \| \| Prionailurus, Otocolobus \| \| \| \| \| \| Felis \| \| \| \| |
|  |                                                                    |
|  | Prionailurus, Otocolobus                                           |
|  |                                                                    |
|  | Felis                                                              |
|  |                                                                    |

|  | Prionailurus, Otocolobus |
|  |                          |
|  | Felis                    |
|  |                          |

|  | Puma, Acinonyx                                                     |
|  |                                                                    |
|  | \| \| Prionailurus, Otocolobus \| \| \| \| \| \| Felis \| \| \| \| |
|  |                                                                    |
|  | Prionailurus, Otocolobus                                           |
|  |                                                                    |
|  | Felis                                                              |
|  |                                                                    |

|  | Prionailurus, Otocolobus |
|  |                          |
|  | Felis                    |
|  |                          |

|  | Puma, Acinonyx                                                     |
|  |                                                                    |
|  | \| \| Prionailurus, Otocolobus \| \| \| \| \| \| Felis \| \| \| \| |
|  |                                                                    |
|  | Prionailurus, Otocolobus                                           |
|  |                                                                    |
|  | Felis                                                              |
|  |                                                                    |

|  | Prionailurus, Otocolobus |
|  |                          |
|  | Felis                    |
|  |                          |

|  | Puma, Acinonyx                                                     |
|  |                                                                    |
|  | \| \| Prionailurus, Otocolobus \| \| \| \| \| \| Felis \| \| \| \| |
|  |                                                                    |
|  | Prionailurus, Otocolobus                                           |
|  |                                                                    |
|  | Felis                                                              |
|  |                                                                    |

|  | Prionailurus, Otocolobus |
|  |                          |
|  | Felis                    |
|  |                          |

|  | Puma, Acinonyx                                                     |
|  |                                                                    |
|  | \| \| Prionailurus, Otocolobus \| \| \| \| \| \| Felis \| \| \| \| |
|  |                                                                    |
|  | Prionailurus, Otocolobus                                           |
|  |                                                                    |
|  | Felis                                                              |
|  |                                                                    |

|  | Prionailurus, Otocolobus |
|  |                          |
|  | Felis                    |
|  |                          |

|  | Puma, Acinonyx                                                     |
|  |                                                                    |
|  | \| \| Prionailurus, Otocolobus \| \| \| \| \| \| Felis \| \| \| \| |
|  |                                                                    |
|  | Prionailurus, Otocolobus                                           |
|  |                                                                    |
|  | Felis                                                              |
|  |                                                                    |

|  | Prionailurus, Otocolobus |
|  |                          |
|  | Felis                    |
|  |                          |

|  | Puma, Acinonyx                                                     |
|  |                                                                    |
|  | \| \| Prionailurus, Otocolobus \| \| \| \| \| \| Felis \| \| \| \| |
|  |                                                                    |
|  | Prionailurus, Otocolobus                                           |
|  |                                                                    |
|  | Felis                                                              |
|  |                                                                    |

|  | Prionailurus, Otocolobus |
|  |                          |
|  | Felis                    |
|  |                          |

|  | Puma, Acinonyx                                                     |
|  |                                                                    |
|  | \| \| Prionailurus, Otocolobus \| \| \| \| \| \| Felis \| \| \| \| |
|  |                                                                    |
|  | Prionailurus, Otocolobus                                           |
|  |                                                                    |
|  | Felis                                                              |
|  |                                                                    |

|  | Prionailurus, Otocolobus |
|  |                          |
|  | Felis                    |
|  |                          |

|  | Puma, Acinonyx                                                     |
|  |                                                                    |
|  | \| \| Prionailurus, Otocolobus \| \| \| \| \| \| Felis \| \| \| \| |
|  |                                                                    |
|  | Prionailurus, Otocolobus                                           |
|  |                                                                    |
|  | Felis                                                              |
|  |                                                                    |

|  | Prionailurus, Otocolobus |
|  |                          |
|  | Felis                    |
|  |                          |

|  | Puma, Acinonyx                                                     |
|  |                                                                    |
|  | \| \| Prionailurus, Otocolobus \| \| \| \| \| \| Felis \| \| \| \| |
|  |                                                                    |
|  | Prionailurus, Otocolobus                                           |
|  |                                                                    |
|  | Felis                                                              |
|  |                                                                    |

|  | Prionailurus, Otocolobus |
|  |                          |
|  | Felis                    |
|  |                          |

|  | Puma, Acinonyx                                                     |
|  |                                                                    |
|  | \| \| Prionailurus, Otocolobus \| \| \| \| \| \| Felis \| \| \| \| |
|  |                                                                    |
|  | Prionailurus, Otocolobus                                           |
|  |                                                                    |
|  | Felis                                                              |
|  |                                                                    |

|  | Prionailurus, Otocolobus |
|  |                          |
|  | Felis                    |
|  |                          |

|  | Puma, Acinonyx                                                     |
|  |                                                                    |
|  | \| \| Prionailurus, Otocolobus \| \| \| \| \| \| Felis \| \| \| \| |
|  |                                                                    |
|  | Prionailurus, Otocolobus                                           |
|  |                                                                    |
|  | Felis                                                              |
|  |                                                                    |

|  | Prionailurus, Otocolobus |
|  |                          |
|  | Felis                    |
|  |                          |

|  | Puma, Acinonyx                                                     |
|  |                                                                    |
|  | \| \| Prionailurus, Otocolobus \| \| \| \| \| \| Felis \| \| \| \| |
|  |                                                                    |
|  | Prionailurus, Otocolobus                                           |
|  |                                                                    |
|  | Felis                                                              |
|  |                                                                    |

|  | Prionailurus, Otocolobus |
|  |                          |
|  | Felis                    |
|  |                          |

|  | Puma, Acinonyx                                                     |
|  |                                                                    |
|  | \| \| Prionailurus, Otocolobus \| \| \| \| \| \| Felis \| \| \| \| |
|  |                                                                    |
|  | Prionailurus, Otocolobus                                           |
|  |                                                                    |
|  | Felis                                                              |
|  |                                                                    |

|  | Prionailurus, Otocolobus |
|  |                          |
|  | Felis                    |
|  |                          |

|  | Puma, Acinonyx                                                     |
|  |                                                                    |
|  | \| \| Prionailurus, Otocolobus \| \| \| \| \| \| Felis \| \| \| \| |
|  |                                                                    |
|  | Prionailurus, Otocolobus                                           |
|  |                                                                    |
|  | Felis                                                              |
|  |                                                                    |

|  | Prionailurus, Otocolobus |
|  |                          |
|  | Felis                    |
|  |                          |

|  | Puma, Acinonyx                                                     |
|  |                                                                    |
|  | \| \| Prionailurus, Otocolobus \| \| \| \| \| \| Felis \| \| \| \| |
|  |                                                                    |
|  | Prionailurus, Otocolobus                                           |
|  |                                                                    |
|  | Felis                                                              |
|  |                                                                    |

|  | Prionailurus, Otocolobus |
|  |                          |
|  | Felis                    |
|  |                          |

|  | Puma, Acinonyx                                                     |
|  |                                                                    |
|  | \| \| Prionailurus, Otocolobus \| \| \| \| \| \| Felis \| \| \| \| |
|  |                                                                    |
|  | Prionailurus, Otocolobus                                           |
|  |                                                                    |
|  | Felis                                                              |
|  |                                                                    |

|  | Prionailurus, Otocolobus |
|  |                          |
|  | Felis                    |
|  |                          |

|  | Puma, Acinonyx                                                     |
|  |                                                                    |
|  | \| \| Prionailurus, Otocolobus \| \| \| \| \| \| Felis \| \| \| \| |
|  |                                                                    |
|  | Prionailurus, Otocolobus                                           |
|  |                                                                    |
|  | Felis                                                              |
|  |                                                                    |

|  | Prionailurus, Otocolobus |
|  |                          |
|  | Felis                    |
|  |                          |

|  | Puma, Acinonyx                                                     |
|  |                                                                    |
|  | \| \| Prionailurus, Otocolobus \| \| \| \| \| \| Felis \| \| \| \| |
|  |                                                                    |
|  | Prionailurus, Otocolobus                                           |
|  |                                                                    |
|  | Felis                                                              |
|  |                                                                    |

|  | Prionailurus, Otocolobus |
|  |                          |
|  | Felis                    |
|  |                          |

|  | Puma, Acinonyx                                                     |
|  |                                                                    |
|  | \| \| Prionailurus, Otocolobus \| \| \| \| \| \| Felis \| \| \| \| |
|  |                                                                    |
|  | Prionailurus, Otocolobus                                           |
|  |                                                                    |
|  | Felis                                                              |
|  |                                                                    |

|  | Prionailurus, Otocolobus |
|  |                          |
|  | Felis                    |
|  |                          |

|  | Puma, Acinonyx                                                     |
|  |                                                                    |
|  | \| \| Prionailurus, Otocolobus \| \| \| \| \| \| Felis \| \| \| \| |
|  |                                                                    |
|  | Prionailurus, Otocolobus                                           |
|  |                                                                    |
|  | Felis                                                              |
|  |                                                                    |

|  | Prionailurus, Otocolobus |
|  |                          |
|  | Felis                    |
|  |                          |

|  | Puma, Acinonyx                                                     |
|  |                                                                    |
|  | \| \| Prionailurus, Otocolobus \| \| \| \| \| \| Felis \| \| \| \| |
|  |                                                                    |
|  | Prionailurus, Otocolobus                                           |
|  |                                                                    |
|  | Felis                                                              |
|  |                                                                    |

|  | Prionailurus, Otocolobus |
|  |                          |
|  | Felis                    |
|  |                          |

|  | Puma, Acinonyx                                                     |
|  |                                                                    |
|  | \| \| Prionailurus, Otocolobus \| \| \| \| \| \| Felis \| \| \| \| |
|  |                                                                    |
|  | Prionailurus, Otocolobus                                           |
|  |                                                                    |
|  | Felis                                                              |
|  |                                                                    |

|  | Prionailurus, Otocolobus |
|  |                          |
|  | Felis                    |
|  |                          |

|  | Puma, Acinonyx                                                     |
|  |                                                                    |
|  | \| \| Prionailurus, Otocolobus \| \| \| \| \| \| Felis \| \| \| \| |
|  |                                                                    |
|  | Prionailurus, Otocolobus                                           |
|  |                                                                    |
|  | Felis                                                              |
|  |                                                                    |

|  | Prionailurus, Otocolobus |
|  |                          |
|  | Felis                    |
|  |                          |

|  | Puma, Acinonyx                                                     |
|  |                                                                    |
|  | \| \| Prionailurus, Otocolobus \| \| \| \| \| \| Felis \| \| \| \| |
|  |                                                                    |
|  | Prionailurus, Otocolobus                                           |
|  |                                                                    |
|  | Felis                                                              |
|  |                                                                    |

|  | Prionailurus, Otocolobus |
|  |                          |
|  | Felis                    |
|  |                          |

|  | Puma, Acinonyx                                                     |
|  |                                                                    |
|  | \| \| Prionailurus, Otocolobus \| \| \| \| \| \| Felis \| \| \| \| |
|  |                                                                    |
|  | Prionailurus, Otocolobus                                           |
|  |                                                                    |
|  | Felis                                                              |
|  |                                                                    |

|  | Prionailurus, Otocolobus |
|  |                          |
|  | Felis                    |
|  |                          |

|  | Puma, Acinonyx                                                     |
|  |                                                                    |
|  | \| \| Prionailurus, Otocolobus \| \| \| \| \| \| Felis \| \| \| \| |
|  |                                                                    |
|  | Prionailurus, Otocolobus                                           |
|  |                                                                    |
|  | Felis                                                              |
|  |                                                                    |

|  | Prionailurus, Otocolobus |
|  |                          |
|  | Felis                    |
|  |                          |

|  | Puma, Acinonyx                                                     |
|  |                                                                    |
|  | \| \| Prionailurus, Otocolobus \| \| \| \| \| \| Felis \| \| \| \| |
|  |                                                                    |
|  | Prionailurus, Otocolobus                                           |
|  |                                                                    |
|  | Felis                                                              |
|  |                                                                    |

|  | Prionailurus, Otocolobus |
|  |                          |
|  | Felis                    |
|  |                          |

|  | Puma, Acinonyx                                                     |
|  |                                                                    |
|  | \| \| Prionailurus, Otocolobus \| \| \| \| \| \| Felis \| \| \| \| |
|  |                                                                    |
|  | Prionailurus, Otocolobus                                           |
|  |                                                                    |
|  | Felis                                                              |
|  |                                                                    |

|  | Prionailurus, Otocolobus |
|  |                          |
|  | Felis                    |
|  |                          |

|  | Puma, Acinonyx                                                     |
|  |                                                                    |
|  | \| \| Prionailurus, Otocolobus \| \| \| \| \| \| Felis \| \| \| \| |
|  |                                                                    |
|  | Prionailurus, Otocolobus                                           |
|  |                                                                    |
|  | Felis                                                              |
|  |                                                                    |

|  | Prionailurus, Otocolobus |
|  |                          |
|  | Felis                    |
|  |                          |

|  | Puma, Acinonyx                                                     |
|  |                                                                    |
|  | \| \| Prionailurus, Otocolobus \| \| \| \| \| \| Felis \| \| \| \| |
|  |                                                                    |
|  | Prionailurus, Otocolobus                                           |
|  |                                                                    |
|  | Felis                                                              |
|  |                                                                    |

|  | Prionailurus, Otocolobus |
|  |                          |
|  | Felis                    |
|  |                          |

|  | Puma, Acinonyx                                                     |
|  |                                                                    |
|  | \| \| Prionailurus, Otocolobus \| \| \| \| \| \| Felis \| \| \| \| |
|  |                                                                    |
|  | Prionailurus, Otocolobus                                           |
|  |                                                                    |
|  | Felis                                                              |
|  |                                                                    |

|  | Prionailurus, Otocolobus |
|  |                          |
|  | Felis                    |
|  |                          |

|  | Puma, Acinonyx                                                     |
|  |                                                                    |
|  | \| \| Prionailurus, Otocolobus \| \| \| \| \| \| Felis \| \| \| \| |
|  |                                                                    |
|  | Prionailurus, Otocolobus                                           |
|  |                                                                    |
|  | Felis                                                              |
|  |                                                                    |

|  | Prionailurus, Otocolobus |
|  |                          |
|  | Felis                    |
|  |                          |

|  | Puma, Acinonyx                                                     |
|  |                                                                    |
|  | \| \| Prionailurus, Otocolobus \| \| \| \| \| \| Felis \| \| \| \| |
|  |                                                                    |
|  | Prionailurus, Otocolobus                                           |
|  |                                                                    |
|  | Felis                                                              |
|  |                                                                    |

|  | Prionailurus, Otocolobus |
|  |                          |
|  | Felis                    |
|  |                          |

|  | Puma, Acinonyx                                                     |
|  |                                                                    |
|  | \| \| Prionailurus, Otocolobus \| \| \| \| \| \| Felis \| \| \| \| |
|  |                                                                    |
|  | Prionailurus, Otocolobus                                           |
|  |                                                                    |
|  | Felis                                                              |
|  |                                                                    |

|  | Prionailurus, Otocolobus |
|  |                          |
|  | Felis                    |
|  |                          |

|  | Puma, Acinonyx                                                     |
|  |                                                                    |
|  | \| \| Prionailurus, Otocolobus \| \| \| \| \| \| Felis \| \| \| \| |
|  |                                                                    |
|  | Prionailurus, Otocolobus                                           |
|  |                                                                    |
|  | Felis                                                              |
|  |                                                                    |

|  | Prionailurus, Otocolobus |
|  |                          |
|  | Felis                    |
|  |                          |

|  | Puma, Acinonyx                                                     |
|  |                                                                    |
|  | \| \| Prionailurus, Otocolobus \| \| \| \| \| \| Felis \| \| \| \| |
|  |                                                                    |
|  | Prionailurus, Otocolobus                                           |
|  |                                                                    |
|  | Felis                                                              |
|  |                                                                    |

|  | Prionailurus, Otocolobus |
|  |                          |
|  | Felis                    |
|  |                          |

|  | Puma, Acinonyx                                                     |
|  |                                                                    |
|  | \| \| Prionailurus, Otocolobus \| \| \| \| \| \| Felis \| \| \| \| |
|  |                                                                    |
|  | Prionailurus, Otocolobus                                           |
|  |                                                                    |
|  | Felis                                                              |
|  |                                                                    |

|  | Prionailurus, Otocolobus |
|  |                          |
|  | Felis                    |
|  |                          |

|  | Puma, Acinonyx                                                     |
|  |                                                                    |
|  | \| \| Prionailurus, Otocolobus \| \| \| \| \| \| Felis \| \| \| \| |
|  |                                                                    |
|  | Prionailurus, Otocolobus                                           |
|  |                                                                    |
|  | Felis                                                              |
|  |                                                                    |

|  | Prionailurus, Otocolobus |
|  |                          |
|  | Felis                    |
|  |                          |

|  | Puma, Acinonyx                                                     |
|  |                                                                    |
|  | \| \| Prionailurus, Otocolobus \| \| \| \| \| \| Felis \| \| \| \| |
|  |                                                                    |
|  | Prionailurus, Otocolobus                                           |
|  |                                                                    |
|  | Felis                                                              |
|  |                                                                    |

|  | Prionailurus, Otocolobus |
|  |                          |
|  | Felis                    |
|  |                          |

|  | Puma, Acinonyx                                                     |
|  |                                                                    |
|  | \| \| Prionailurus, Otocolobus \| \| \| \| \| \| Felis \| \| \| \| |
|  |                                                                    |
|  | Prionailurus, Otocolobus                                           |
|  |                                                                    |
|  | Felis                                                              |
|  |                                                                    |

|  | Prionailurus, Otocolobus |
|  |                          |
|  | Felis                    |
|  |                          |

|  | Lynx canadensis - Lynx du Canada                                                             |
|  |                                                                                              |
|  | \| \| Lynx lynx - Lynx d’Eurasie \| \| \| \| \| \| Lynx pardinus - Lynx pardelle \| \| \| \| |
|  |                                                                                              |
|  | Lynx lynx - Lynx d’Eurasie                                                                   |
|  |                                                                                              |
|  | Lynx pardinus - Lynx pardelle                                                                |
|  |                                                                                              |

|  | Lynx lynx - Lynx d’Eurasie    |
|  |                               |
|  | Lynx pardinus - Lynx pardelle |
|  |                               |

|  | Lynx canadensis - Lynx du Canada                                                             |
|  |                                                                                              |
|  | \| \| Lynx lynx - Lynx d’Eurasie \| \| \| \| \| \| Lynx pardinus - Lynx pardelle \| \| \| \| |
|  |                                                                                              |
|  | Lynx lynx - Lynx d’Eurasie                                                                   |
|  |                                                                                              |
|  | Lynx pardinus - Lynx pardelle                                                                |
|  |                                                                                              |

|  | Lynx lynx - Lynx d’Eurasie    |
|  |                               |
|  | Lynx pardinus - Lynx pardelle |
|  |                               |

|  | Lynx canadensis - Lynx du Canada                                                             |
|  |                                                                                              |
|  | \| \| Lynx lynx - Lynx d’Eurasie \| \| \| \| \| \| Lynx pardinus - Lynx pardelle \| \| \| \| |
|  |                                                                                              |
|  | Lynx lynx - Lynx d’Eurasie                                                                   |
|  |                                                                                              |
|  | Lynx pardinus - Lynx pardelle                                                                |
|  |                                                                                              |

|  | Lynx lynx - Lynx d’Eurasie    |
|  |                               |
|  | Lynx pardinus - Lynx pardelle |
|  |                               |

|  | Lynx canadensis - Lynx du Canada                                                             |
|  |                                                                                              |
|  | \| \| Lynx lynx - Lynx d’Eurasie \| \| \| \| \| \| Lynx pardinus - Lynx pardelle \| \| \| \| |
|  |                                                                                              |
|  | Lynx lynx - Lynx d’Eurasie                                                                   |
|  |                                                                                              |
|  | Lynx pardinus - Lynx pardelle                                                                |
|  |                                                                                              |

|  | Lynx lynx - Lynx d’Eurasie    |
|  |                               |
|  | Lynx pardinus - Lynx pardelle |
|  |                               |

#### Espèces et sous-espèces
Le genre Lynx est subdivisé en quatre espèces distinctes : le Lynx du Canada (Lynx canadensis), le Lynx boréal (Lynx lynx), le Lynx pardelle (Lynx pardinus) et le Lynx roux (Lynx rufus). La validité des sous-espèces est fortement débattue, notamment celle du Lynx roux : il n'existe pas moins de douze sous-espèces divisées selon des critères géographiques et morphologiques (taille et couleur). Selon Mammal Species of the World, le Lynx du Canada n'admet que trois sous-espèces, le Lynx boréal cinq et le Lynx pardelle aucune. Pour le Lynx boréal, il est possible que le Lynx de Sardaigne (Lynx lynx sardiniae) ne soit en fait qu'une sous-espèce de Chat sauvage (Felis silvestris).

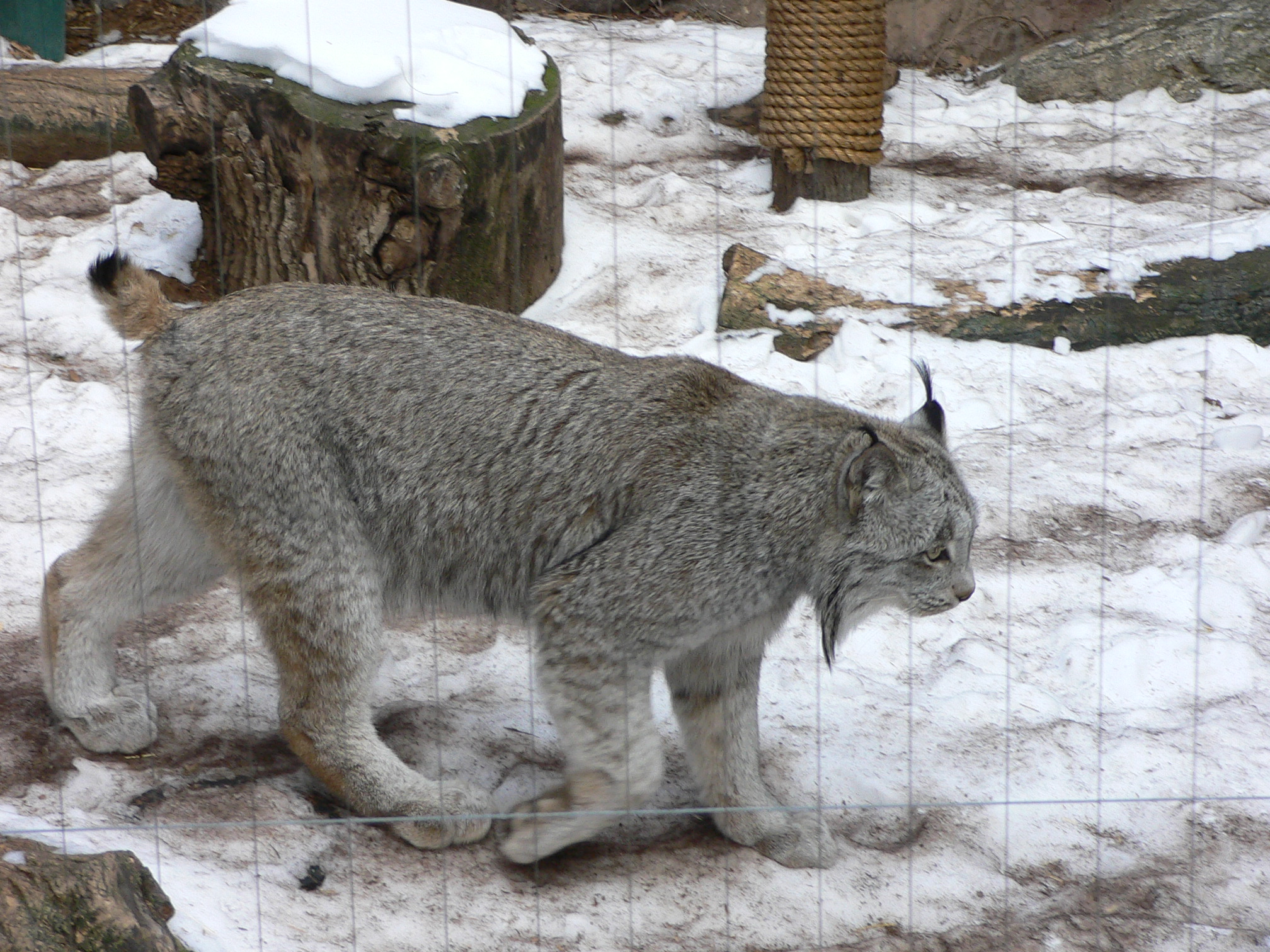
Lynx canadensis
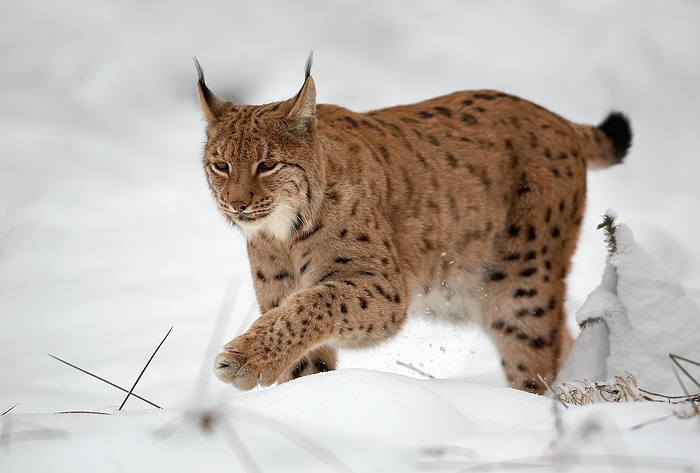
Lynx lynx
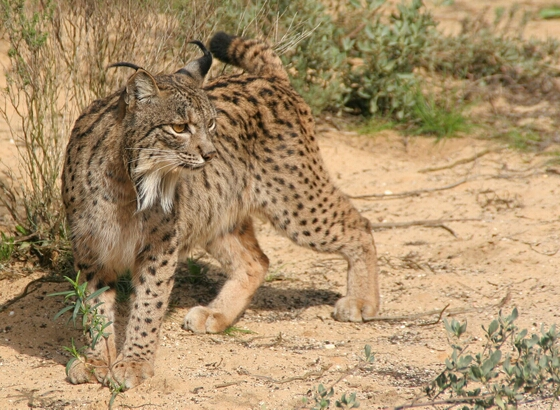
Lynx pardinus
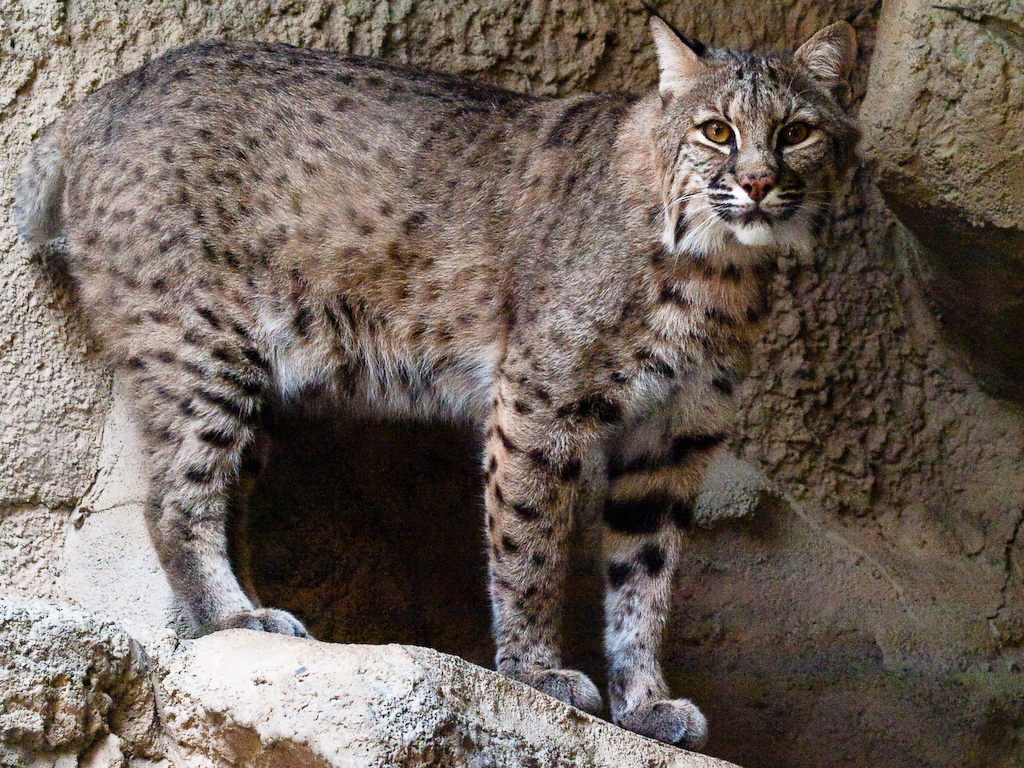
Lynx rufus

### Hybridations
L’hybridation naturelle entre le Lynx roux et le Lynx du Canada existe : aux États-Unis, on appelle le résultat d’un tel croisement un « Blynx » ou un « Lynxcat », contraction du terme « Bobcat » désignant le Lynx roux et « Lynx » désignant le Lynx du Canada. En 2004, des études génétiques menées sur ces deux espèces ont confirmé que trois spécimens sauvages du Minnesota à l’origine ambiguë étaient issus de l’hybridation. L’ensemble des hybrides étudiés avait un Lynx du Canada pour mère. Les signalements d’hybrides sauvages sont, pour l’instant, confinés au sud de l’aire de répartition du Lynx du Canada. Ces hybrides naturels partagent les caractéristiques morphologiques des deux espèces dont ils sont issus.
Des hybridations en captivité avec l’Ocelot, le Caracal et le Serval ont été signalées. Une légende, probablement colportée par la créatrice de la race dans les années 1980 aux États-Unis, veut également que le pixie-bob soit une race de chat issue du croisement naturel entre un Lynx roux et un chat domestique. C'est également le cas pour le bobtail américain et le lynx domestique ; bien que des observations d'accouplement entre le chat domestique et un lynx aient été rapportées, aucun test génétique n'a jamais confirmé ce genre d'hybridation.

## Chorologie

### Habitat

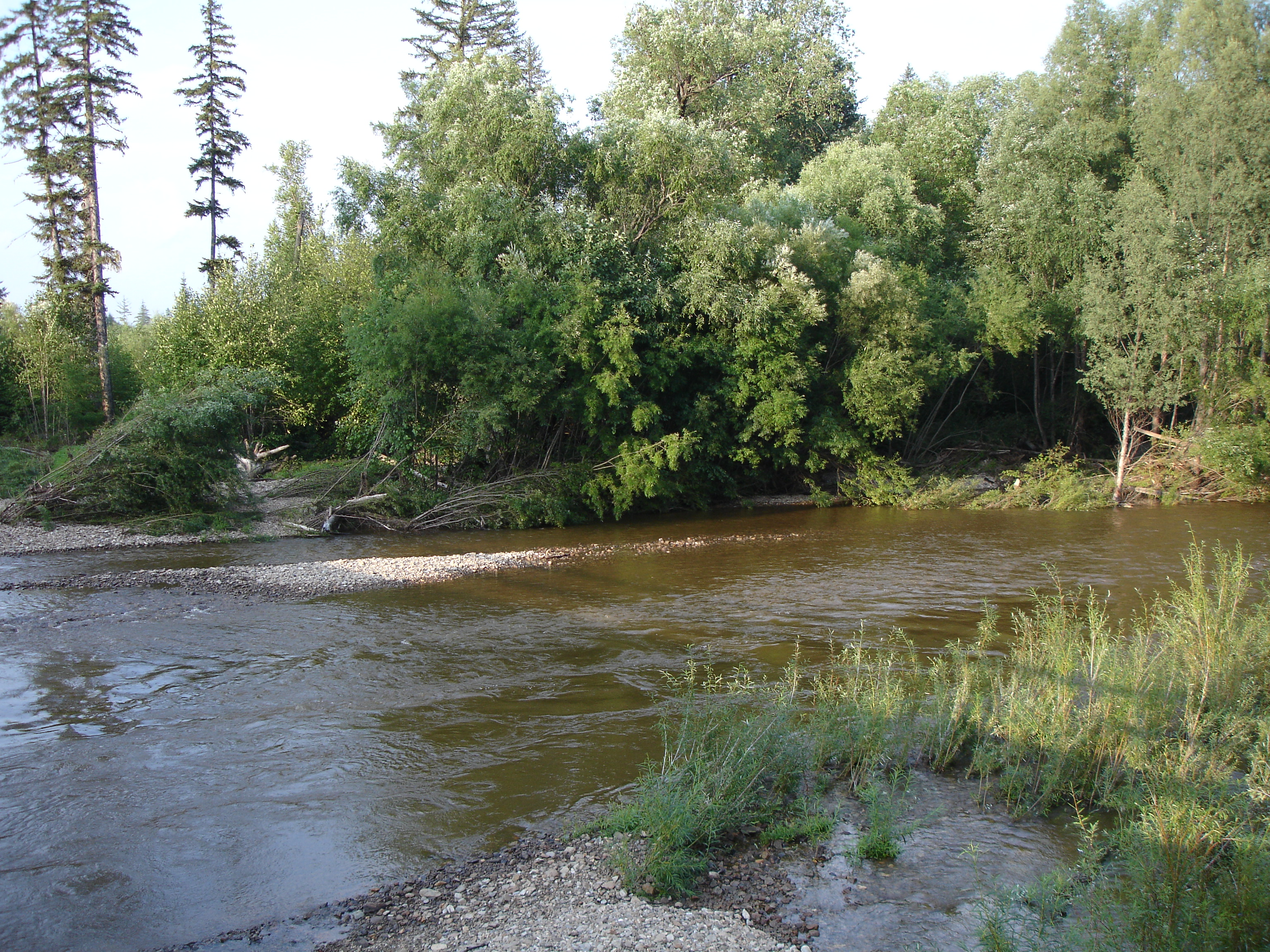
Les forêts boréales, comme ici en Sibérie, constituent l'habitat préféré des lynx.

Les lynx vivent préférentiellement dans les forêts boréales et mixtes à feuillage caduc ; le Lynx roux accepte un plus large panel d'habitats qui vont des aires semi-désertiques aux marécages humides de Floride bien qu'il préfère les forêts, mais contrairement aux autres espèces de lynx, il n’en dépend pas exclusivement. Le Lynx pardelle préfère les forêts de pins et la garrigue.

### Distribution et effectifs

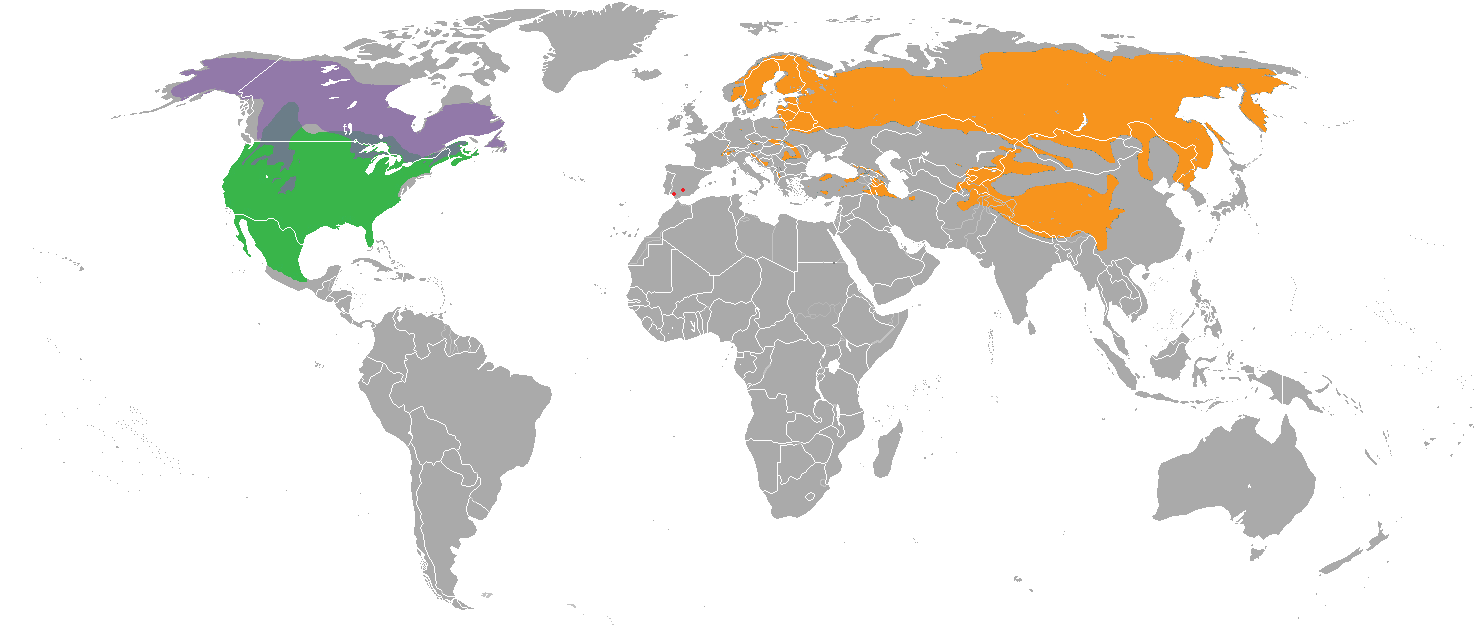
Répartition des lynx.

L'ensemble des espèces de lynx est situé dans l'hémisphère nord. Le Lynx roux et le Lynx du Canada vivent en Amérique du Nord,, le Lynx pardelle se trouve exclusivement sur de petites portions de la péninsule ibérique et le Lynx boréal possède la plus large distribution qui s'étend sur toute l'Europe et l'Asie.
L'aire de répartition des lynx s'est réduite plus ou moins fortement selon les espèces, mais c'est en Europe que la réduction a été la plus importante. Le Lynx boréal était présent partout en Europe puis il a disparu de l’ouest de l’Europe et des Alpes avant l’ours et le loup, bien qu’il ait été persécuté moins intensivement,. Les populations de lynx régressèrent partout en Europe, puis eurent tendance à s’accroître au milieu du XXe siècle, du fait de sa protection légale. Le lynx pardelle, extrêmement menacé, a vu ses populations chuter drastiquement durant la fin du XXe siècle en raison des épidémies de myxomatose qui a décimé sa proie principale, le lapin, et d'importants réseaux routiers qui ont fragmenté son habitat et augmenté le nombre de collisions avec des véhicules : les populations de lynx pardelle ont diminué de 80 % en l'espace de vingt ans. En Amérique, les populations ont moins régressé ; toutefois, en raison de changements d’habitat dus aux pratiques agricoles modernes, le Lynx roux n’est plus présent dans le Midwest des États-Unis et dans le sud du Minnesota, l’est du Dakota du Sud, l’Iowa et une grande partie du Missouri. Le Lynx du Canada est encore présent sur 95 % de son aire de répartition historique au Canada mais a régressé aux États-Unis.
Excepté pour le Lynx pardelle, l'Union internationale pour la conservation de la nature (UICN) considère que les populations de lynx sont stables et abondantes ; par conséquent, elles sont classées en « Préoccupation mineure » (LC). Le Lynx pardelle est en « danger critique d'extinction » (CR) de 2002 à 2014, puis est classé comme « En danger » en 2015 en raison de l'accroissement de ses populations,,,.

### Protection

#### Statut légal
Le commerce des animaux sauvages est régi par la Convention sur le commerce international des espèces de faune et de flore sauvages menacées d'extinction (CITES). À part le Lynx pardelle qui est classé en Annexe I (toutes formes de commerce interdites) depuis 1990, l'ensemble des espèces de lynx sont en Annexe II de la CITES depuis 1977. Les États-Unis ont lancé une demande de retrait du Lynx roux de l’appendice II à la CITES en raison de l'accroissement des populations, mais celle-ci fut refusée.
La chasse au Lynx boréal est réglementée en Russie, en Norvège, en Finlande, en Pologne, en Roumanie, en Turquie, en Estonie, en Lettonie, en Slovaquie jusqu'en 2001 date à laquelle il fut totalement protégé, en Croatie et en Slovénie. En France et en Suisse, les lynx à problème sont déplacés. Le Lynx pardelle est protégé sur l'ensemble de son aire de répartition. La chasse au Lynx roux et au Lynx du Canada est réglementée au Canada, aux États-Unis et au Mexique, mais la législation peut varier selon les États.

#### Élevage conservatoire

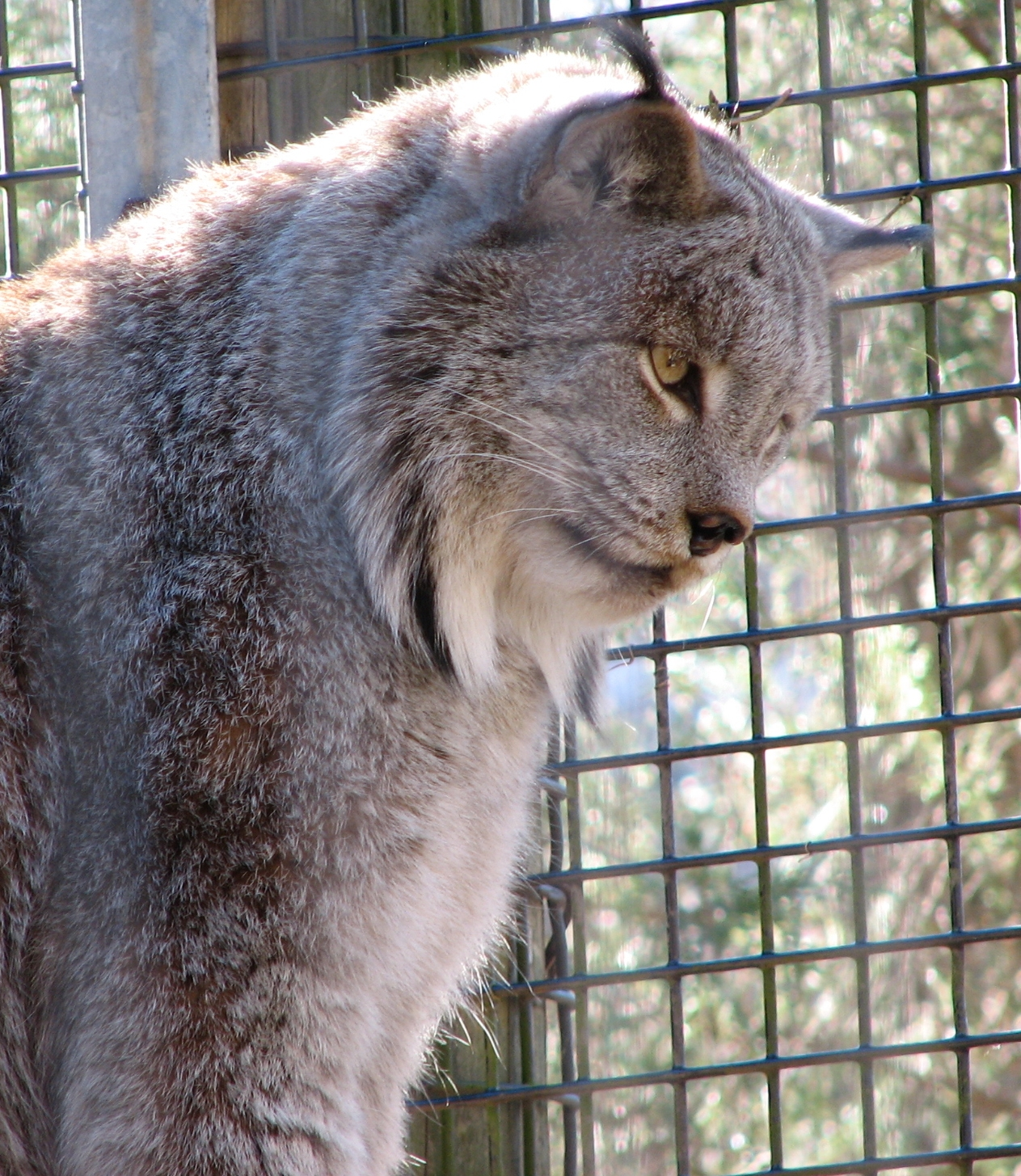
Lynx du Canada au zoo de Louisville.

Seul le Lynx boréal fait l'objet d'un studbook européen (ESB) visant à créer un arbre généalogique fiable des individus détenus par les zoos. Selon l'Association mondiale des zoos et des aquariums, les lynx sont gardés dans les parcs zoologiques à des fins d'éducation et pour la sympathie nouvelle du public,. Selon l'International Species Information System (ISIS), 667 lynx sont détenus par des zoos le 1er octobre 2009, les espèces les plus représentées étant le Lynx boréal et le Lynx roux.
Un programme d'élevage du Lynx pardelle a été décidé en urgence en juin 2003. Le parc national de Doñana met en place plusieurs systèmes permettant de fournir aux lynx sauvages de quoi se nourrir sans émousser leur instinct de chasseur : des lapins sont contenus dans des enclos spéciaux, difficiles d'accès et proposant de nombreuses cachettes. En parallèle, le centre de reproduction permet d'accroître rapidement la population : toutes les naissances devraient, à terme, être réintroduites.

#### Réintroductions
Quatorze projets de réintroduction du lynx ont été mis en œuvre en Europe de 1970 à 2006, qui ont donné les meilleurs résultats en Slovénie, dans les Alpes suisses et dans le Jura. Le Lynx boréal a été réintroduit en Slovénie, en Croatie, dans le parc national de Bavière en Allemagne, en Suisse dans le Jura, le canton de Vaud (Alpes et Jura), le canton d'Obwald et le parc national des Grisons et le parc national du Grand-Paradis en Italie. Des tentatives de réintroduction du Lynx du Canada ont été menées dans l’État de New York et dans le Colorado ; pour ce dernier la réintroduction semble être un succès. Le Lynx roux a été réintroduit sur l’île de Cumberland et dans le New Jersey.
Pour capturer des lynx à des fins de réintroduction, les scientifiques utilisent la tendance des félins à emprunter toujours les mêmes passages. Une cage à deux portes coulissantes est placée de telle manière que le félin puisse voir sa piste au-delà du piège, sur un chemin fréquemment utilisé. Le lynx est souvent capturé au début ou à la fin de l’hiver, il subit ensuite une période de quarantaine avant d’être relâché, de préférence en couple, à la belle saison. Les individus capturés sont souvent des jeunes, généralement des mâles.

## Lynx dans la culture

### Étymologie et sémantique
Le terme « lynx » [lε̃:ks] est directement issu du latin « lynx », lui-même tiré du grec ancien « λύγξ / lunx » qui désigne tout simplement l'animal. Le mot « lynx » est une réfection du XVIIe siècle (1677) par souci étymologique, remplaçant les formes anciennes « linz » (attesté peu après 1150 dans le domaine anglo-normand), « linx » (XIIIe siècle) ou « lins » (vers 1278).
Au sens figuré, un lynx est une personne très rusée. Le terme « Lynx du désert » ou « Lynx désertique » fait référence au Caracal (Caracal caracal), qui était autrefois placé dans le genre Lynx.
Le Lynx boréal est anciennement nommé « loup-cervier » ou « loup cervier » [lusɛʀvje], du latin Lupus cervarius qui signifie littéralement « loup qui attire les cerfs ». Au départ, ce terme ne désignait que la femelle du lynx et le féminin « louve-cervière » est antérieur au masculin. Une forme féminine « loup-cerve » est proposée dans certains dictionnaires. Le Lynx du Canada est encore appelé « loup-cervier » en français du Canada. Outre la désignation de l'animal, le terme loup-cervier peut symboliser un homme sans scrupule, travaillant dans le secteur de l'économie (banquier par exemple).
L'expression « Avoir des yeux de lynx » signifie avoir une très bonne vue ; on la retrouve dans plusieurs langues (« tener ojos de lince » en espagnol, « Luchsaugen haben » en allemand, « lynx-eyed » en anglais). Cette expression est issue d'une confusion avec « avoir des yeux de Lyncée », en référence à l’argonaute Lyncée, pilote du navire Argo, qui possédait un regard perçant au point de voir à travers les nuages et les murailles, et a été à l'origine de la légende sur les bons yeux du lynx,,. Ainsi, la constellation du Lynx aurait été appelée ainsi par Hevelius au XVIIe siècle car il faut avoir les yeux de lynx pour l'apercevoir,.

### Lynx et mythologies

#### Mythologie américaine
Dans la mythologie des autochtones d'Amérique, la figure du lynx est souvent associée à celle du Coyote, dans un thème de gémellité. Le lynx et le coyote sont respectivement associés au vent et au brouillard, deux éléments opposés dans le folklore autochtone. Les légendes varient légèrement entre les peuples nord-américains, et des mythes équivalents existent en Amérique du Sud, comme au Brésil par exemple. Les figures du Lynx et du Coyote dans les mythes des Premières Nations d'Amérique ont été étudiées par Claude Lévi-Strauss, dans son livre Histoire de Lynx. Selon lui, ces jumeaux opposés et de force inégale représentent un monde en perpétuel déséquilibre. Cette analyse lui permet d’interpréter les comportements amicaux des Autochtones lors de leurs premiers contacts avec des Européens : pour les Autochtones, l’existence de leur peuple impliquait l’existence d’autres peuples dont ils attendaient la venue. Toujours selon Lévi-Strauss, les versions plus tardives sont le résultat du contact régulier avec les Européens,.
Dans une légende Shawnee, le lynx, un des quatre protecteurs de l’étoile du matin, se fait entourlouper par un lapin : alors que ce dernier est acculé dans un arbre, prêt à être attrapé par le lynx, il suggère à son prédateur de faire un feu pour le rôtir ; le lapin saute alors de l’arbre, et les braises s’éparpillent sur la fourrure du lynx et dessinent des taches marron foncé sur sa robe. Les Mojaves croient que rêver souvent d’un objet ou d’un être vivant leur donne leurs caractéristiques. S’ils rêvent des deux divinités que représentent le lynx et le puma, ils pensent que cela va leur donner des compétences à la chasse supérieures à celles des autres tribus. Les colons européens ont aussi admiré ce félin, et aux États-Unis, il reste prééminent dans les anthologies du folklore national.

#### Mythologie européenne

##### Un animal imaginaire aux bons yeux
Le Lynx boréal est quasiment absent des mythologies européennes ; toutefois, il a fait l’objet de nombreuses superstitions colportées dans les bestiaires. Le lynx apparaît comme un loup aux taches de panthère, dont la femelle ne peut enfanter qu'une seule fois.
Une autre superstition veut que le lynx aient de bons yeux. Cette croyance est née d’une confusion avec l’argonaute Lyncée qui possédait une vision perçante. On pensait également que les yeux brillants du lynx éclairaient la route et pouvaient rendre aveugle tant la lumière était intense. Ses yeux étincelants avaient prétendument la faculté de voir à travers les murs. La légende du loup-cervier raconte que le lynx peut se transformer en loup pour se nourrir de cervelle humaine.

##### Lelyncurius, une pierre fabuleuse

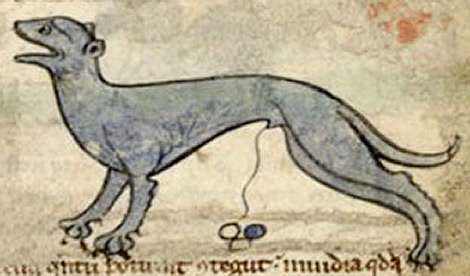
L'urine du lynx se solidifie pour former le lyncurius. Bestiaire médiéval du XIIIe siècle.

L’urine de lynx avait la propriété de se solidifier pour former une pierre précieuse rouge, le lyncurium, lyncurius ou lapis lyncurius. Afin de cacher cette pierre et par jalousie, le lynx recouvre son urine de terre. La pierre fabuleuse est capable de soigner l’ictère et de faire disparaître les calculs de la vessie. Selon Theophrastus (Ve siècle av. J.-C.), la pierre attire à elle la paille, les copeaux de bois, le cuivre et le fer ; elle est de meilleure qualité si elle provient d'individus sauvages et masculins. Bien que personne n'ait jamais vu cette pierre fabuleuse, les écrits de Theophrastus seront repris par plusieurs auteurs classiques comme Ovide (Ier siècle), Pline l'Ancien (Ier siècle) et Isidore de Séville (VIIe siècle) jusqu'au XVIIe siècle où il disparaît progressivement des lapidaires, sans que les croyances de Theophrastus ne soient jamais remises en doute.

### Représentations

#### Un félin très peu connu jusqu'auXXesiècle

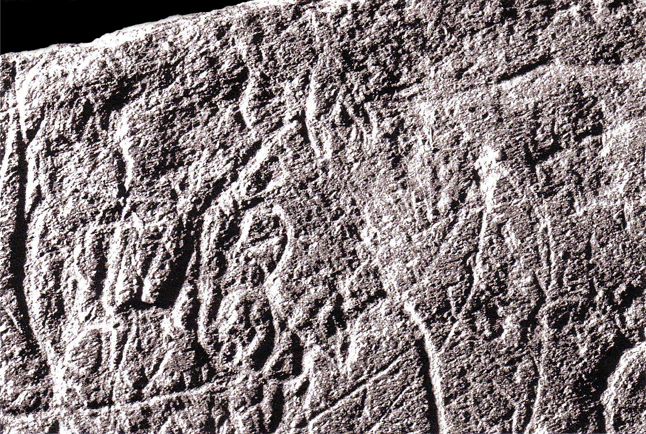
Représentation d'un lynx sur le schiste de la Madeleine, en Dordogne.

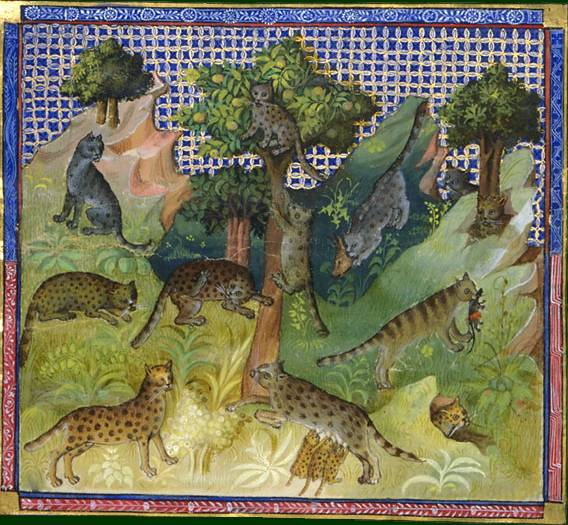
Les félins dans le Livre de Chasse de Gaston Fébus (1331-1391)

La première description du Lynx boréal nous vient de Pline l'Ancien, qui n'hésita pas à le comparer au loup : « Effligie lupi, pardorum macullis », c'est-à-dire « Ressemblant au loup, tacheté comme une panthère ». De plus, selon Pline l'ancien, il existe deux formes de lynx, le « loup-cervier » utilisé à Rome lors des jeux du cirque, et le « lynx », créature fabuleuse venue d'Éthiopie. Ces descriptions, pourtant très peu précises, servirent de base à l'ensemble des travaux et écrits sur le lynx. Combiné à l'extrême discrétion de ce félin que personne ou presque ne rencontrait, il devint un animal fantasmagorique, réputé féroce. Ainsi, au Moyen Âge, le loup-cervier est toujours assimilé au loup. On appelait ainsi le lynx « loup à robe zébrée ou mouchetée », et tout le monde était terrifié par cet animal. Le lynx était très méconnu, absent de la Bible. Il apparaît dans Le livre de Marco Polo (1298) sous le nom de loup cervier, cinq fois, et est pour la première fois illustré dans le Livre de chasse de Gaston Fébus. Au Moyen Âge, les griffes et les dents du Lynx boréal servaient d’amulettes et il était également chassé pour sa fourrure.
Pendant longtemps, le lynx et le loup-cervier sont considérés comme deux espèces différentes. Bien que les premières superstitions soient écartées, les connaissances sur cet animal sont erronées ; par exemple, au XIXe siècle, Pierre Boitard écrit que « [Le loup-cervier] fait ensuite un trou derrière le crâne [de ses proies], et leur suce la cervelle par cette ouverture, au moyen de sa langue recouverte de petites épines. ». L'animal est considéré comme féroce et sanguinaire. Ainsi, la bête de la Gargaille, sorte de bête du Gévaudan jurassienne, aurait terrorisé la population durant l'année 1819. Les descriptions très contradictoires pointent l'action d'un lynx. Cependant, l'histoire aurait été gonflée en véritable massacre par le préfet tandis que le louvetier décrivait de simples vêtements déchirés. Le félin est si méconnu que les véritables dépouilles de lynx capturés en Europe de l'Ouest sont prises pour quelques « animaux exotiques » et cela jusqu'au XIXe siècle. Les écrits à propos du lynx restent empreints de légendes jusqu'au XXe siècle où des recherches sérieuses ne sont entreprises qu'à partir des années 1980.

#### Emblèmes et personnages de fictions
En héraldique, lynx et loup-cervier sont deux figures différentes. Le lynx est passant dans l'écu et tout comme le loup-cervier symboliserait la perspicacité,. Le loup-cervier, représenté comme une panthère tachetée avec la queue d'un chat et la face d'un lynx, est très peu présent. Le lynx par défaut est passant, la tête de front, et peut être confondu avec le loup bien qu'il ait le plus souvent la queue entre les jambes.
Le lynx est considéré comme un symbole de la Macédoine et est présent sur le côté pile de la pièce de 5 denars. Le lynx est choisi comme emblème par de nombreuses universités et équipes sportives d’Amérique du Nord, comme les Bobcats de Charlotte, ou les Lynx de Toronto.
Les lynx sont assez peu présents dans les œuvres de fiction. À la télévision, Bonkers D. Bobcat est un Lynx roux anthropomorphique créé par les studios Disney. Le Lynx roux Bubsy est un personnage de jeux vidéo ; une série de dessins animés consacrée au personnage a été produite, mais seul un épisode existe. Le jeu vidéo Shelter 2, sorti en 2015, propose d'incarner une maman lynx devant protéger ses petits lors d'un voyage.

### Utilisations du lynx

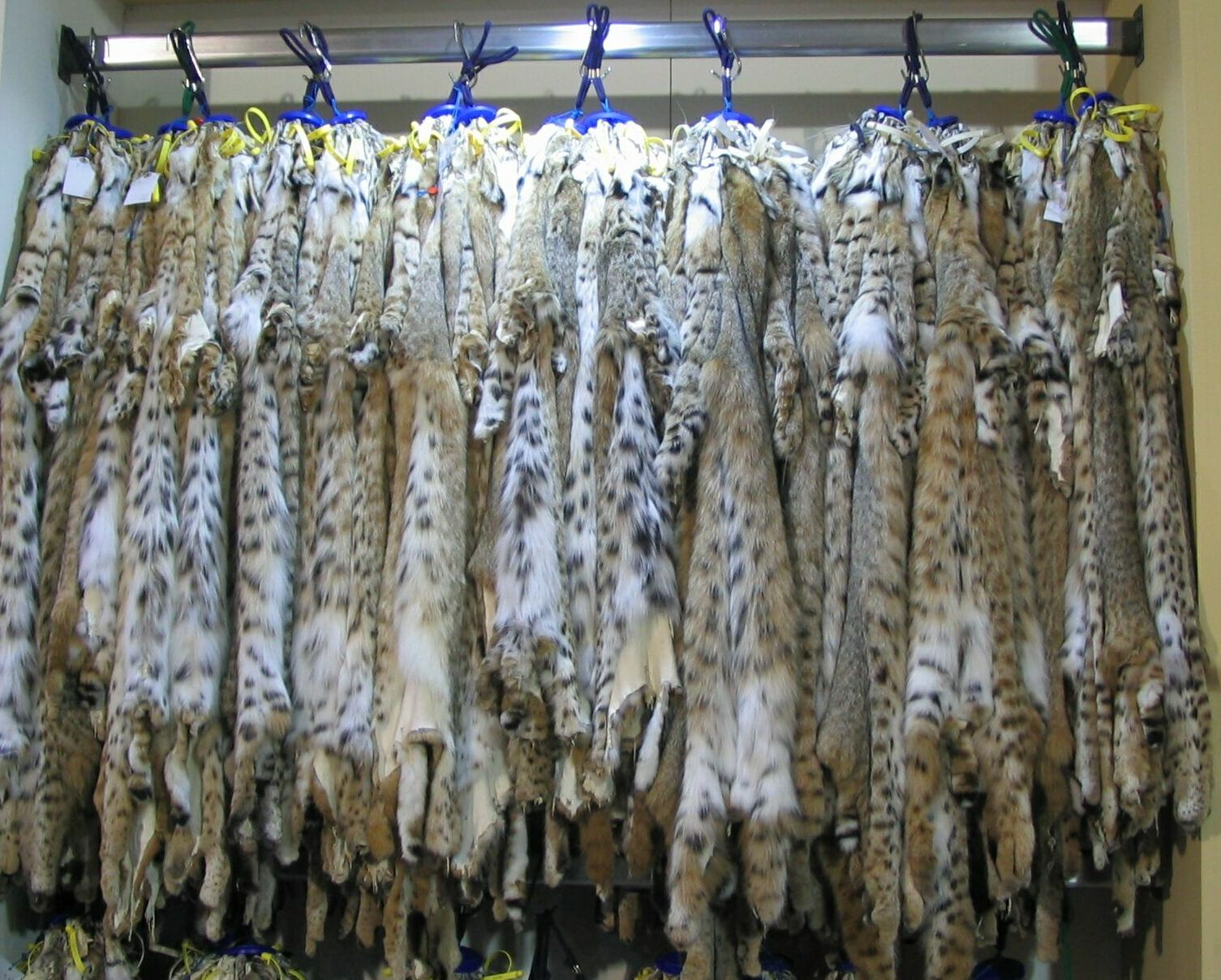
Peaux de Lynx roux.

Au Moyen Âge, les griffes et les dents du Lynx boréal servaient d’amulettes et il était également chassé pour sa fourrure. La fourrure du Lynx du Canada est recherchée depuis le début de la colonisation du Canada par les Européens. Les trappeurs de la côte nord du Canada et les peuples autochtones mangent sa chair.
La peau de Lynx roux est la plus vendue parmi celles des félins. La fourrure de Lynx roux sert à faire des manteaux, des tapis ou des décorations murales ; c’est la fourrure du ventre qui est la plus recherchée. La plupart des exportations viennent des États-Unis, dont les exportations annuelles moyennes sont passées de plus de 13 000 dans les années 1990 à un peu moins de 30 000 dans les années 2000.

### Attitudes actuelles envers le lynx
Le changement de mentalité de l'homme envers la nature et plus particulièrement envers les carnivores a été profitable au lynx. 70 à 80 % des habitants des pays d'Europe de l'Ouest sont favorables au retour des lynx, les citadins étant bien plus favorables au retour du lynx que les habitants des milieux ruraux. Les principaux détracteurs des lynx sont les chasseurs, qui l'accusent de faire diminuer la population de gibier, et les éleveurs, préoccupés par les prélèvements sur leurs troupeaux. Pourtant, l'impact du lynx est considéré comme bénéfique au gibier. Par exemple en Suisse, la population de lynx, qui compte environ 150 individus, tue 8 000 chevreuils par an contre 40 000 tués par la chasse et 9 000 tués par la circulation automobile sur un effectif d'environ 130 000 chevreuils,. De nombreux moyens ont été testés pour minimiser l'impact du lynx sur le bétail : les plus efficaces restent l'emploi du chien patou, le gardiennage et l'utilisation de clôtures. De plus, si la présence des lynx est parfois mal vécue lors de leur réintroduction, on constate que dans les pays où les lynx n'ont jamais disparu aucune accusation ni demande d'extermination n'est effectuée.
Selon une étude menée au Cumberland Island National Seashore où le Lynx roux a été réintroduit, l’évaluation des connaissances a une note moyenne de 3,8/10, les chasseurs ayant obtenu les meilleurs scores (5,1/10). Selon les auteurs, ce score si faible peut être corrélé avec la nature discrète du Lynx roux : les opportunités d’apprentissage par contact direct sont faibles. De plus, peu de reportages animaliers lui sont dédiés, à l’inverse de ce qu’on peut voir pour le lion, le tigre, ou encore le puma.